# Olympische Sommerspiele 2020/Leichtathletik – 100 m (Männer)
Der 100-Meter-Lauf der Männer bei den Olympischen Spielen 2020 in Tokio wurde vom 31. Juli bis 1. August 2021 im Nationalstadion ausgetragen.
Olympiasieger wurde der Italiener Marcell Jacobs, der einen neuen Europarekord aufstellte. Silber gewann der US-Amerikaner Fred Kerley. Bronze ging wie vier Jahre zuvor an den Kanadier Andre De Grasse.

## Aktuelle Titelträger
| Olympiasieger                         | Usain Bolt ( Jamaika)                   | 9,81 s  | Rio de Janeiro 2016 |
| Weltmeister                           | Christian Coleman ( Vereinigte Staaten) | 9,76 s  | Doha 2019           |
| Europameister                         | Zharnel Hughes ( Großbritannien)        | 9,95 s  | Berlin 2018         |
| Nord-/Zentralamerika-/Karibik-Meister | Tyquendo Tracey ( Jamaika)              | 10,03 s | Toronto 2018        |
| Südamerika-Meister                    | Rodrigo do Nascimento ( Brasilien)      | 10,28 s | Lima 2019           |
| Asienmeister                          | Yoshihide Kiryū ( Japan)                | 10,10 s | Doha 2019           |
| Afrikameister                         | Akani Simbine ( Südafrika)              | 10,25 s | Asaba 2018          |
| Ozeanienmeister                       | Edward Osei-Nketia ( Neuseeland)        | 10,34 s | Townsville 2019     |

## Rekorde

### Bestehende Rekorde
| Weltrekord         | Usain Bolt ( Jamaika) | 9,58 s | Finale WM Berlin, Deutschland    | 16. August 2009 |
| Olympischer Rekord | Usain Bolt ( Jamaika) | 9,63 s | Finale OS London, Großbritannien | 5. August 2012  |

Der bestehende olympische Rekord wurde bei diesen Spielen nicht erreicht. Die schnellste Zeit erzielte der italienische Olympiasieger Marcell Jacobs mit 9,80 s im Finale am 1. August bei einem Rückenwind von 0,1 m/s. Damit verfehlte er den Rekord um siebzehn Hundertstelsekunden. Zum Weltrekord fehlten ihm 22 Hundertstelsekunden.

### Rekordverbesserungen
Es wurden drei Kontinental- und darüber hinaus drei Landesrekorde aufgestellt.
- Kontinentalrekorde:
  - 09,83 s (Asienrekord) – Su Bingtian (Volksrepublik China), drittes Halbfinale am 1. August bei einem Rückenwind von 0,9 m/s
  - 09,84 s (Europarekord) – Marcell Jacobs (Italien), drittes Halbfinale am 1. August bei einem Rückenwind von 0,9 m/s
  - 09,80 s (Europarekord) – Marcell Jacobs (Italien), Finale am 1. August bei einem Rückenwind von 0,1 m/s
- Landesrekorde:
  - 11,42 s – Karalo Maibuca (Tuvalu), dritter Vorentscheidungslauf am 31. Juli bei einem Rückenwind von 0,9 m/s
  - 09,94 s – Marcell Jacobs (Italien), dritter Vorlauf am 31. Juli bei einem Rückenwind von 0,1 m/s
  - 10,00 s – Ferdinand Omanyala (Kenia), erstes Halbfinale am 1. August bei einem Gegenwind von 0,1 m/s

## Doping
Der im Halbfinale ausgeschiedene Brite Chijindu Ujah wurde positiv auf SARMS getestet. Die Substanz ähnelt in ihrer Wirkung anabolen und androgenen Steroiden, ihr Einsatz stellt einen Verstoß gegen die Antidopingbestimmungen dar. Neben seinem Resultat über 100 Meter wurde auch das mit der 4-mal-100-Meter-Staffel erzielte Ergebnis annulliert. So mussten alle Staffelmitglieder ihre dort zunächst errungenen Silbermedaillen zurückgeben.
Benachteiligt wurde Benjamin Azamati aus Ghana, der als nachgerückter Dritter seines Vorlaufs im Halbfinale startberechtigt gewesen wäre.

## Vorausscheidung
Vor der eigentlichen Vorrunde gab es drei Ausscheidungsläufe. Für die Vorrunde qualifizierten sich pro Lauf die ersten drei Athleten (hellblau unterlegt). Darüber hinaus kam ein Zeitschnellster, der sogenannte Lucky Loser (hellgrün unterlegt), weiter.

### Lauf 1

Nathan Crumpton – ausgeschieden als Neunter des ersten Vorentscheidungslaufs

31. Juli 2021, Start: 11:35 Uhr (4:35 Uhr MESZ)
Wind: −0,2 m/s
| Platz | Name                  | Nation             | Zeit (s) | Anmerkung |
| ----- | --------------------- | ------------------ | -------- | --------- |
| 1     | Ngoni Makusha         | Simbabwe           | 10,32    |           |
| 2     | Fabrice Dabla         | Togo               | 10,57    |           |
| 3     | Yeykell Romero        | Nicaragua          | 10,62    |           |
| 4     | Hassan Saaid          | Malediven          | 10,70    | SB        |
| 5     | Shaun Gill            | Belize             | 10,88    |           |
| 6     | Pen Sokong            | Kambodscha         | 11,02    | SB        |
| 7     | Sha Mahmood Noor Zahi | Afghanistan        | 11,04    | PB        |
| 8     | Lataisi Mwea          | Kiribati           | 11,25    |           |
| 9     | Nathan Crumpton       | Amerikanisch-Samoa | 11,27    | PB        |

### Lauf 2

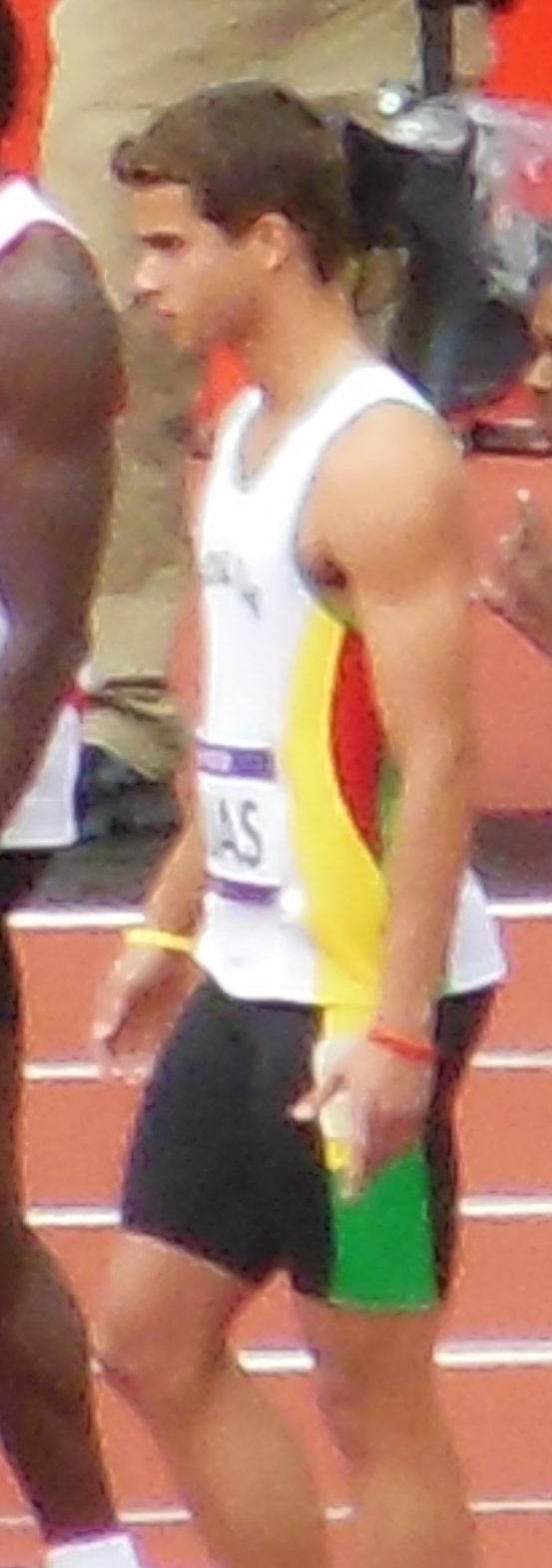
Bruno Rojas – ausgeschieden als Fünfter des zweiten Vorentscheidungslaufs

31. Juli 2021, Start: 11:43 Uhr (4:43 Uhr MESZ)
Wind: ±0,0 m/s
| Platz | Name                     | Nation                       | Zeit (s) | Anmerkung                          |
| ----- | ------------------------ | ---------------------------- | -------- | ---------------------------------- |
| 1     | Barakat al-Harthi        | Oman                         | 10,270   | SB                                 |
| 2     | Emanuel Archibald        | Guyana                       | 10,300   |                                    |
| 3     | Mohamed Hammadi          | Vereinigte Arabische Emirate | 10,581   | PB                                 |
| 3     | Banuve Tabakaucoro       | Fidschi                      | 10,581   | SB                                 |
| 5     | Bruno Rojas              | Bolivien                     | 10,640   |                                    |
| 6     | Didier Kiki              | Benin                        | 10,690   | PB                                 |
| 7     | Badamassi Saguirou       | Niger                        | 10,870   | PB                                 |
| 8     | Ronald Lawrence Fotofili | Tonga                        | 11,190   | SB                                 |
| DSQ   | Aveni Miguel             | Angola                       |          | IWR Regel 162, TR 16.8 – Fehlstart |

### Lauf 3

Der dritte Vorentscheidungslauf

31. Juli 2021, Start: 11:51 Uhr (4:51 Uhr MESZ)
Wind:+0,9 m/s
| Platz | Name              | Nation                             | Zeit (s) | Anmerkung |
| ----- | ----------------- | ---------------------------------- | -------- | --------- |
| 1     | Dorian Keletela   | Refugee Olympic Team               | 10,330   | PB        |
| 2     | Guy Maganga Gorra | Gabun                              | 10,610   |           |
| 3     | Oliver Mwimba     | Demokratische Republik Kongo       | 10,630   |           |
| 4     | Ildar Ahmadijew   | Tadschikistan                      | 10,660   | PB        |
| 5     | Jonah Harris      | Nauru                              | 11,010   | SB        |
| 6     | Scott Fiti        | Föderierte Staaten von Mikronesien | 11,250   | SB        |
| 7     | Seco Camara       | Guinea-Bissau                      | 11,330   | PB        |
| 8     | Adrian Ililau     | Palau                              | 11,414   | PB        |
| 9     | Karalo Maibuca    | Tuvalu                             | 11,418   | NR        |

## Vorrunde
Die Vorrunde wurde in sieben Läufen durchgeführt. Für das Halbfinale qualifizierten sich pro Lauf die ersten drei Athleten (hellblau unterlegt). Darüber hinaus kamen die drei Zeitschnellsten, die sogenannten Lucky Loser (hellgrün unterlegt), weiter.

### Lauf 1

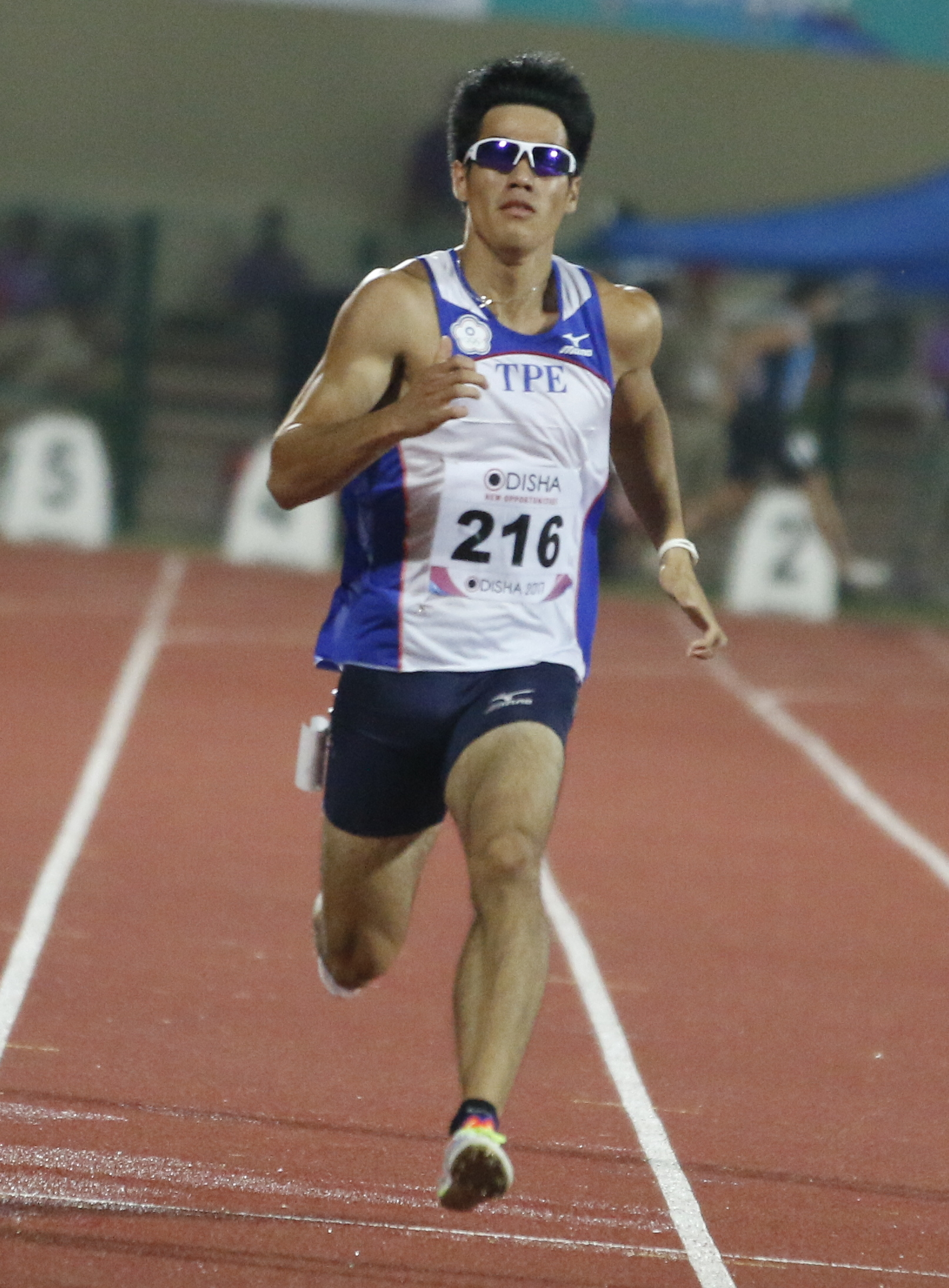
Yang Chun-han – ausgeschieden als Fünfter des ersten Vorlaufs
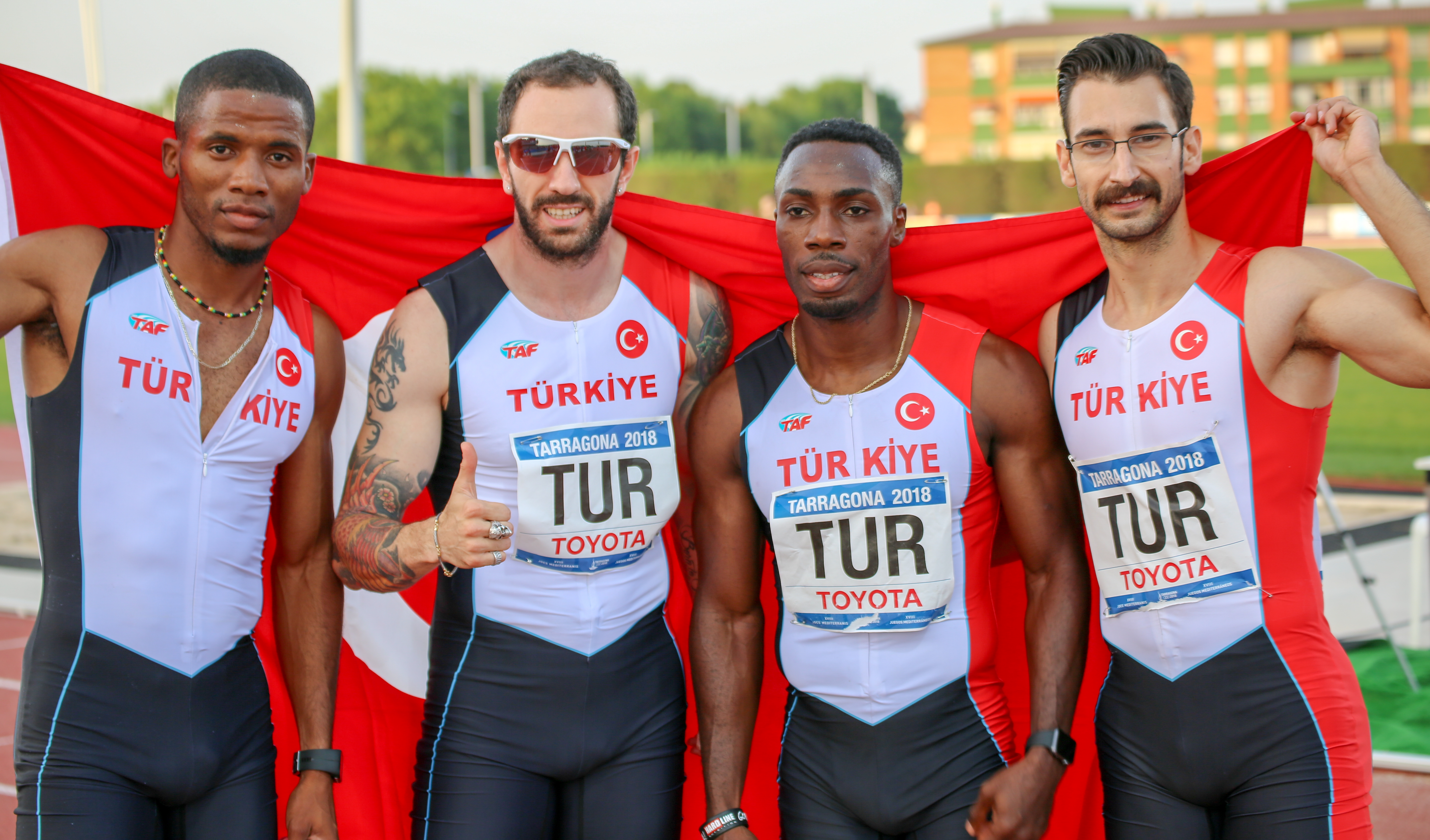
Emre Zafer Barnes (ganz links) – ausgeschieden als Siebter des ersten Vorlaufs

31. Juli 2021, Start: 19:45 Uhr (12:45 Uhr MESZ)
Wind:+0,2 m/s
| Platz | Name                | Nation            | Zeit (s) | Anmerkung |
| ----- | ------------------- | ----------------- | -------- | --------- |
| 1     | Ronnie Baker        | USA               | 10,03    |           |
| 2     | Jimmy Vicaut        | Frankreich        | 10,07    | SB        |
| 3     | Usheoritse Itsekiri | Nigeria           | 10,15    |           |
| 4     | Wu Zhiqiang         | China             | 10,18    |           |
| 5     | Yang Chun-han       | Chinesisch Taipeh | 10,21    | SB        |
| 6     | Shūhei Tada         | Japan             | 10,22    |           |
| 7     | Emre Zafer Barnes   | Türkei            | 10,47    |           |
| 8     | Guy Maganga Gorra   | Gabun             | 10,77    |           |
| DNS   | Tyquendo Tracey     | Jamaika           |          |           |

### Lauf 2

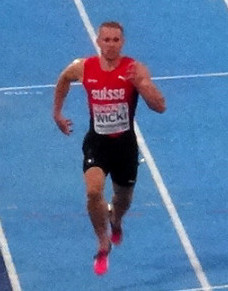
Silvan Wicki – ausgeschieden als Sechster des zweiten Vorlaufs
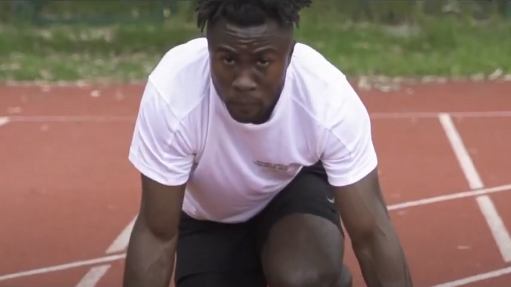
Dorian Keletela – ausgeschieden als Achter des zweiten Vorlaufs

31. Juli 2021, Start: 19:53 Uhr (12:53 Uhr MESZ)
Wind: +0,3 m/s
| Platz | Name                    | Nation               | Zeit (s) | Anmerkung |
| ----- | ----------------------- | -------------------- | -------- | --------- |
| 1     | Enoch Adegoke           | Nigeria              | 9,98     | PB        |
| 2     | Femi Ogunode            | Katar                | 10,020   |           |
| 3     | Zharnel Hughes          | Großbritannien       | 10,040   | PB        |
| 4     | Trayvon Bromell         | USA                  | 10,050   |           |
| 5     | Felipe Bardi dos Santos | Brasilien            | 10,260   |           |
| 6     | Silvan Wicki            | Schweiz              | 10,280   |           |
| 7     | Samson Colebrooke       | Bahamas              | 10,330   |           |
| 8     | Dorian Keletela         | Refugee Olympic Team | 10,405   |           |
| 8     | Emanuel Archibald       | Guyana               | 10,405   |           |

### Lauf 3

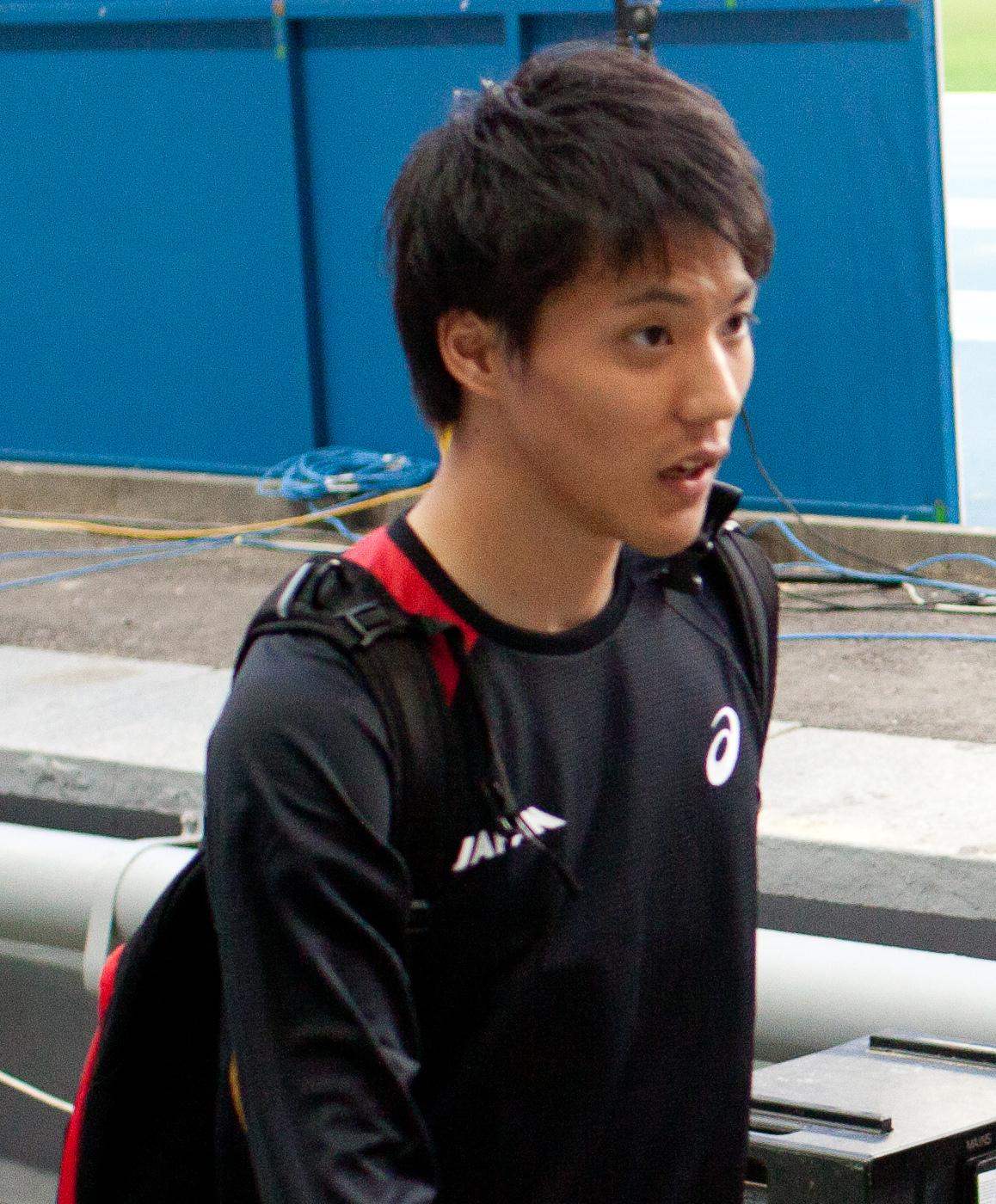
Ryōta Yamagata – ausgeschieden als Vierter des dritten Vorlaufs
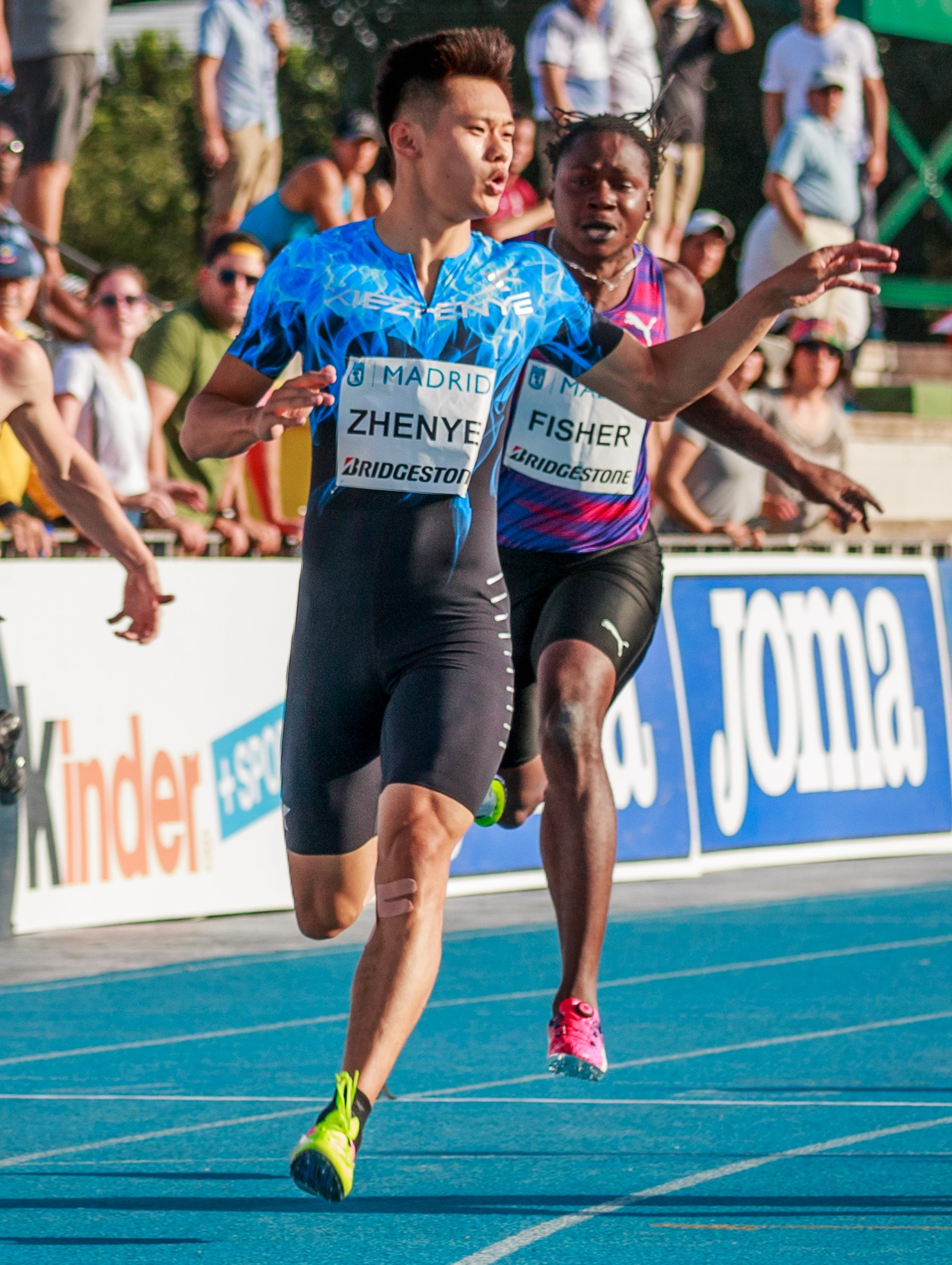
Xie Zhenye (blaues Trikot) – ausgeschieden als Fünfter des dritten Vorlaufs
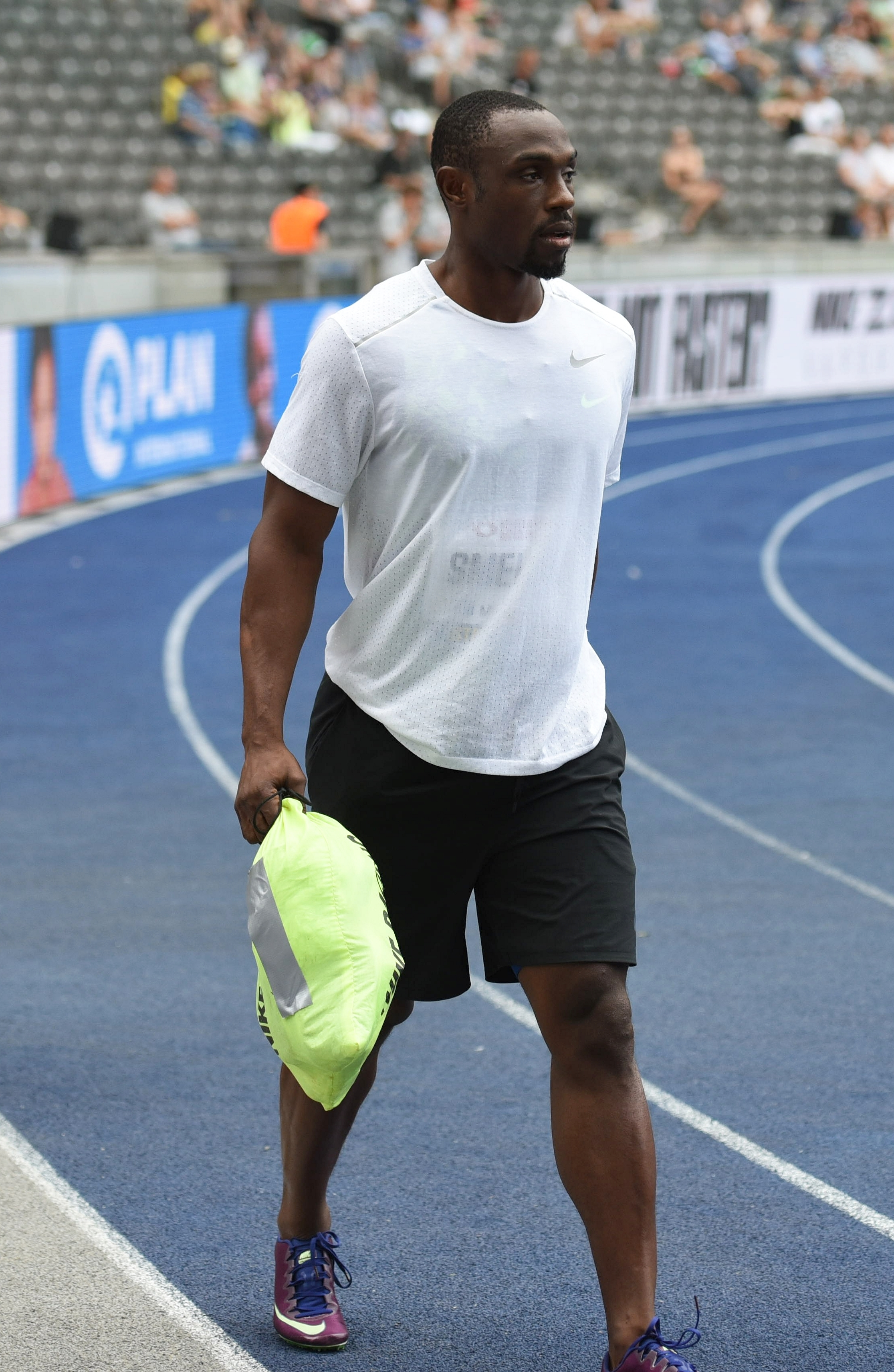
Gavin Smellie – ausgeschieden als Achter des dritten Vorlaufs

31. Juli 2021, Start: 20:01 Uhr (13:01 Uhr MESZ)
Wind: +0,1 m/s
| Platz | Name              | Nation                       | Zeit (s) | Anmerkung |
| ----- | ----------------- | ---------------------------- | -------- | --------- |
| 1     | Marcell Jacobs    | Italien                      | 09,94    | NR        |
| 2     | Oblique Seville   | Jamaika                      | 10,04    |           |
| 3     | Shaun Maswanganyi | Südafrika                    | 10,12    |           |
| 4     | Ryōta Yamagata    | Japan                        | 10,15    |           |
| 5     | Xie Zhenye        | China                        | 10,16    |           |
| 6     | Yupun Abeykoon    | Sri Lanka                    | 10,32    |           |
| 7     | Carlos Nascimento | Portugal                     | 10,37    |           |
| 8     | Gavin Smellie     | Kanada                       | 10,44    |           |
| 9     | Oliver Mwimba     | Demokratische Republik Kongo | 10,97    |           |

### Lauf 4

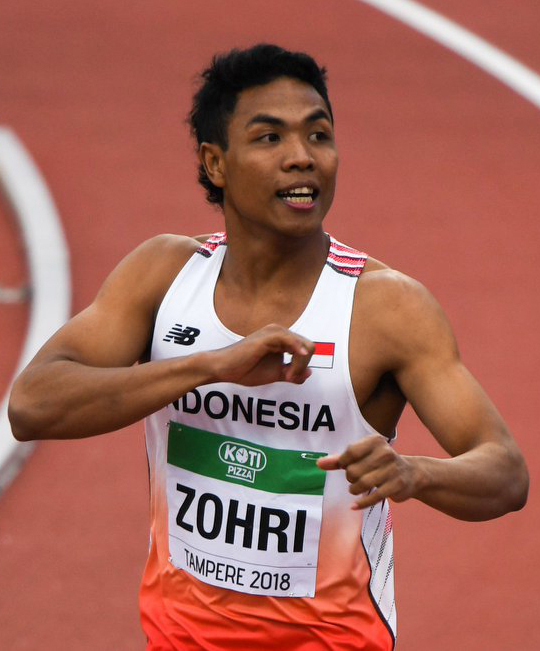
Lalu Muhammad Zohri – ausgeschieden als Fünfter des vierten Vorlaufs

31. Juli 2021, Start: 20:09 Uhr (13:09 Uhr MESZ)
Wind: ±0,0 m/s
| Platz | Name                | Nation              | Zeit (s) | Anmerkung |
| ----- | ------------------- | ------------------- | -------- | --------- |
| 1     | Tlotliso Leotlela   | Südafrika           | 10,04    |           |
| 2     | Su Bingtian         | China               | 10,05    |           |
| 3     | Jason Rogers        | St. Kitts und Nevis | 10,21    |           |
| 4     | Yūki Koike          | Japan               | 10,22    |           |
| 5     | Lalu Muhammad Zohri | Indonesien          | 10,26    | SB        |
| 6     | Ebrima Camara       | Gambia              | 10,33    |           |
| 7     | Kemar Hyman         | Cayman Islands      | 10,41    |           |
| 8     | Banuve Tabakaucoro  | Fidschi             | 10,70    |           |

### Lauf 5

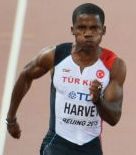
Jak Ali Harvey – ausgeschieden als Sechster des fünften Vorlaufs
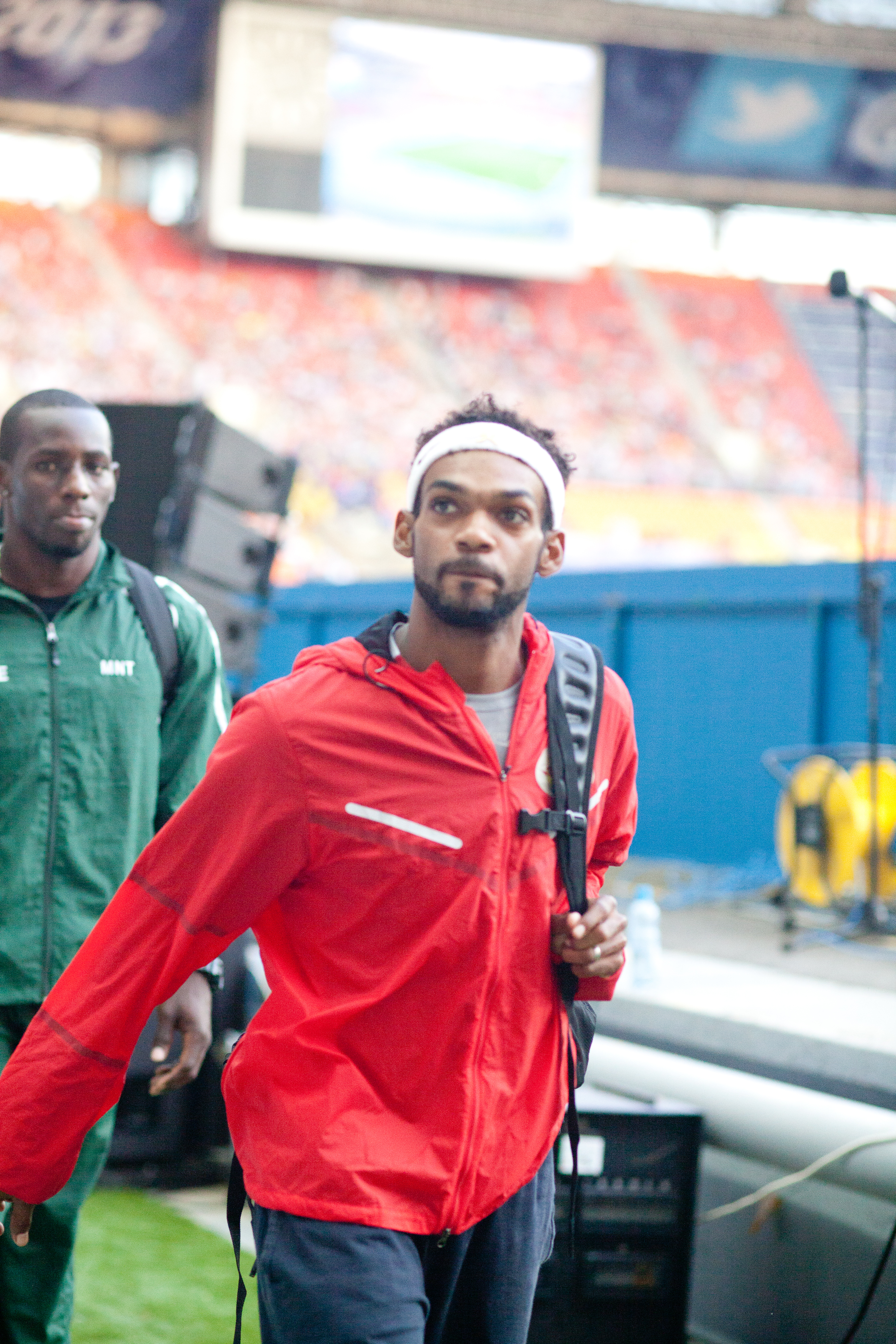
Barakat al-Harthi – ausgeschieden als Siebter des fünften Vorlaufs
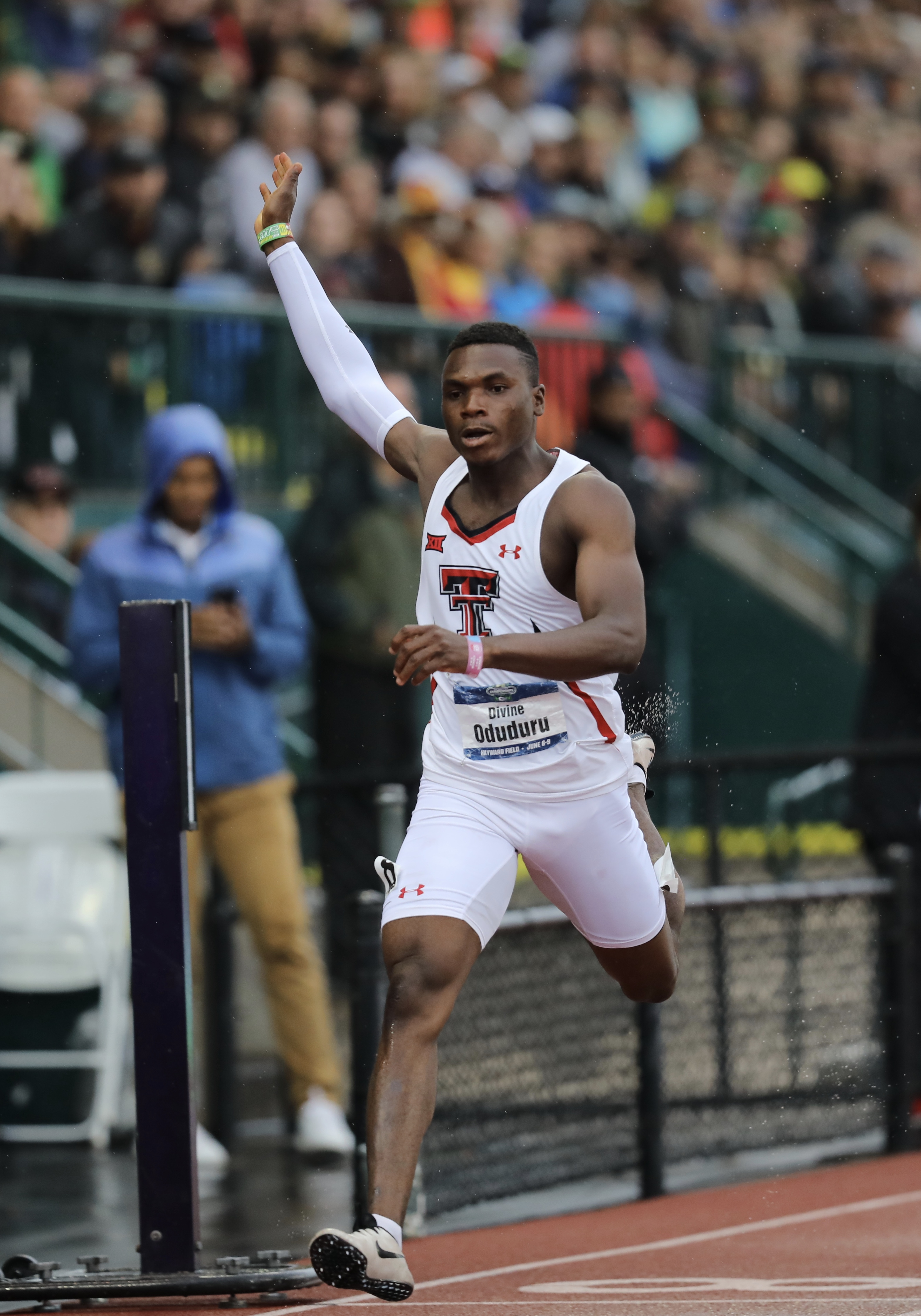
Divine Oduduru – im fünften Vorlauf disqualifiziert wegen Fehlstarts

31. Juli 2021, Start: 20:17 Uhr (13:17 Uhr MESZ)
Wind: +0,6 m/s
| Platz | Name               | Nation                       | Zeit (s) | Anmerkung                          |
| ----- | ------------------ | ---------------------------- | -------- | ---------------------------------- |
| 1     | Andre De Grasse    | Kanada                       | 09,91    | SB                                 |
| 2     | Fred Kerley        | USA                          | 09,97    |                                    |
| 3     | Ferdinand Omanyala | Kenia                        | 10,01    |                                    |
| 4     | Filippo Tortu      | Italien                      | 10,10    | SB                                 |
| 5     | Reece Prescod      | Großbritannien               | 10,12    | SB                                 |
| 6     | Jak Ali Harvey     | Türkei                       | 10,25    | SB                                 |
| 7     | Barakat al-Harthi  | Oman                         | 10,31    |                                    |
| 8     | Mohamed al-Hammadi | Vereinigte Arabische Emirate | 10,64    |                                    |
| DSQ   | Divine Oduduru     | Nigeria                      |          | IWR Regel 162, TR 16.8 – Fehlstart |

### Lauf 6

Startvorbereitungen zum sechsten Vorlauf (v. l. n. r.):
Cejhae Greene, Akani Simbine, Arthur Cissé, Fabrice Dabla, Hassan Taftian

31. Juli 2021, Start: 20:25 Uhr (13:25 Uhr MESZ)
Wind: −0,4 m/s
| Platz | Name                    | Nation              | Zeit (s) | Anmerkung                          |
| ----- | ----------------------- | ------------------- | -------- | ---------------------------------- |
| 1     | Akani Simbine           | Südafrika           | 10,080   |                                    |
| 2     | Arthur Cissé            | Elfenbeinküste      | 10,150   |                                    |
| 3     | Paulo André de Oliveira | Brasilien           | 10,170   |                                    |
| 4     | Hassan Taftian          | Iran                | 10,190   | SB                                 |
| 5     | Emmanuel Matadi         | Liberia             | 10,245   |                                    |
| 6     | Cejhae Greene           | Antigua und Barbuda | 10,249   |                                    |
| 7     | Ngoni Makusha           | Simbabwe            | 10,430   |                                    |
| 8     | Bismark Boateng         | Kanada              | 10,470   |                                    |
| DSQ   | Fabrice Dabla           | Togo                |          | IWR Regel 162, TR 16.8 – Fehlstart |

Im sechsten Vorlauf ausgeschiedene Sprinter:

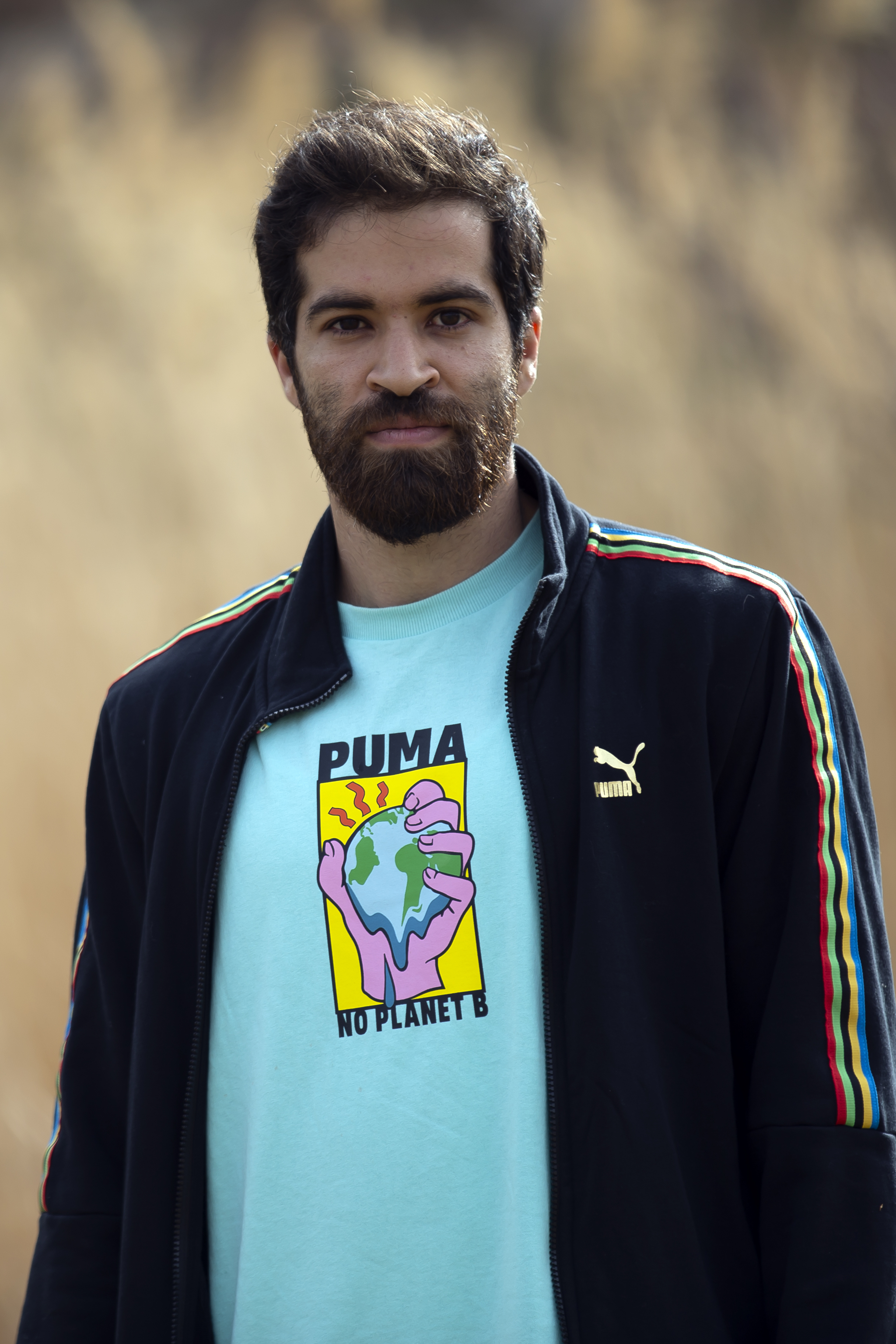
Hassan Taftian – Rang vier
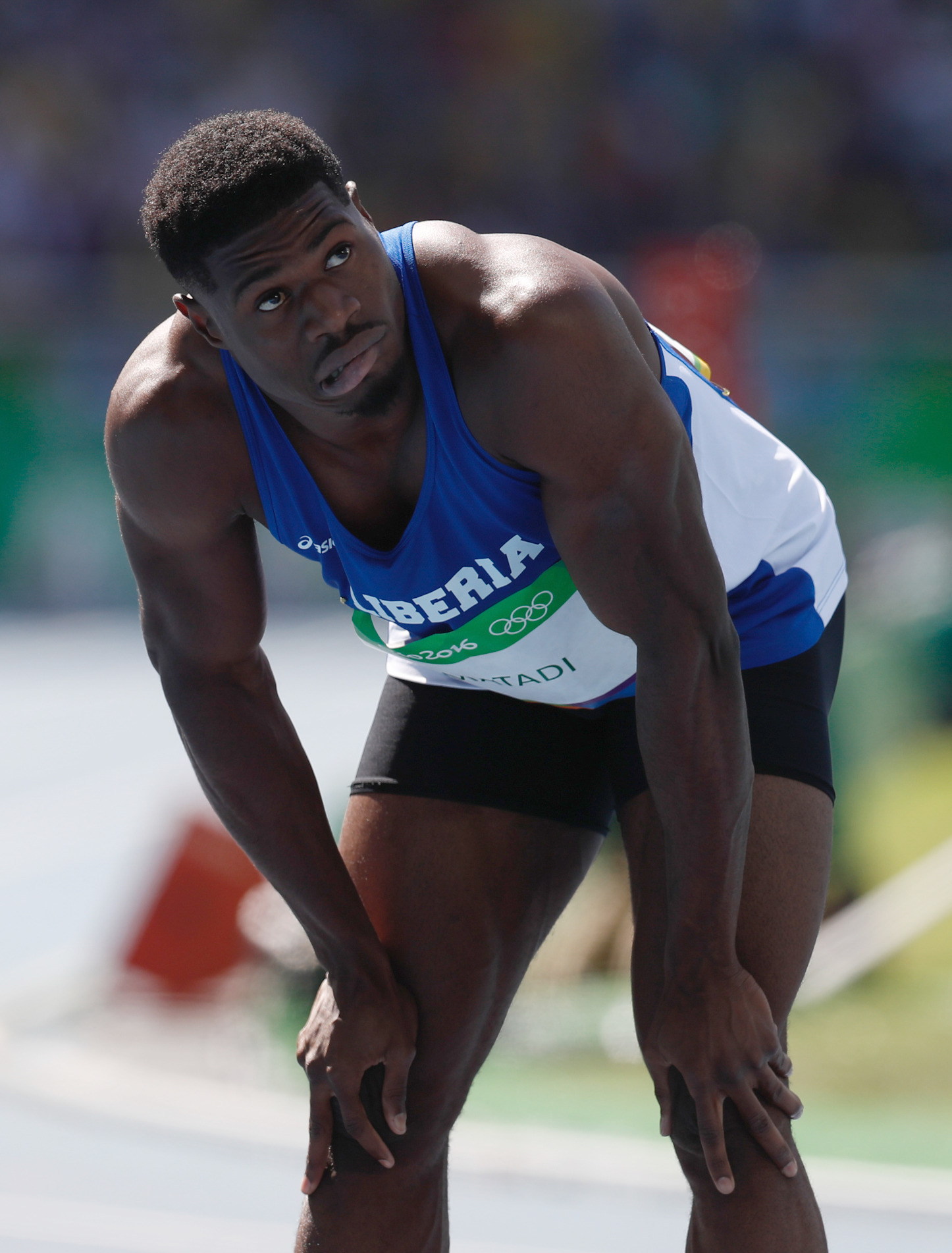
Emmanuel Matadi – Rang fünf
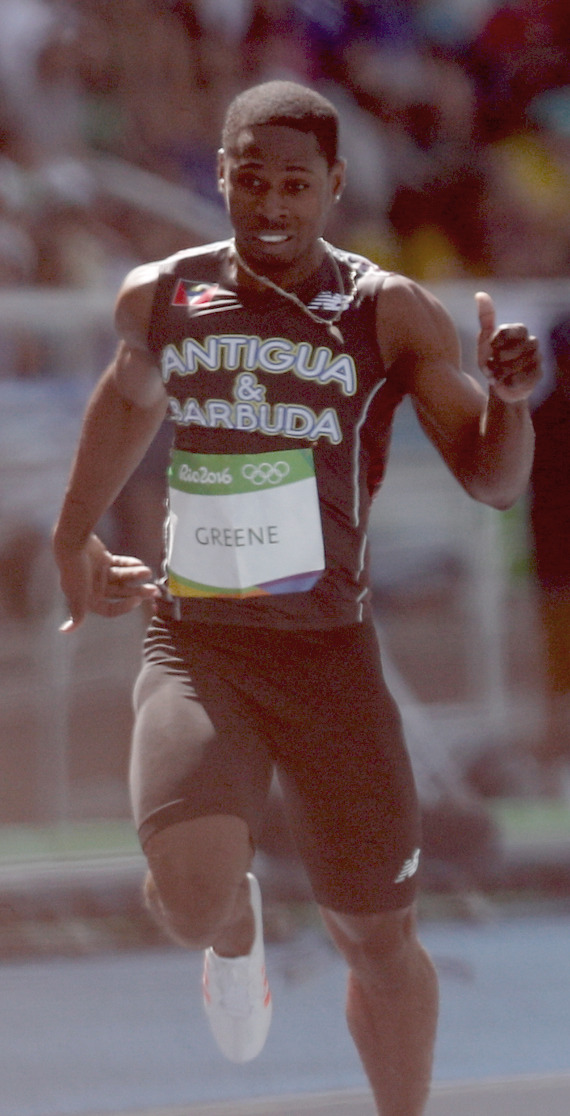
Cejhae Greene – Rang sechs
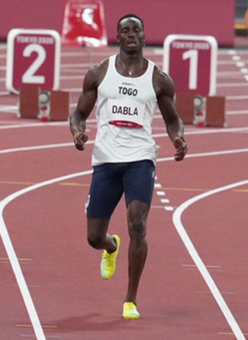
Fabrice Dabla – disqualifiziert wegen Fehlstarts

### Lauf 7

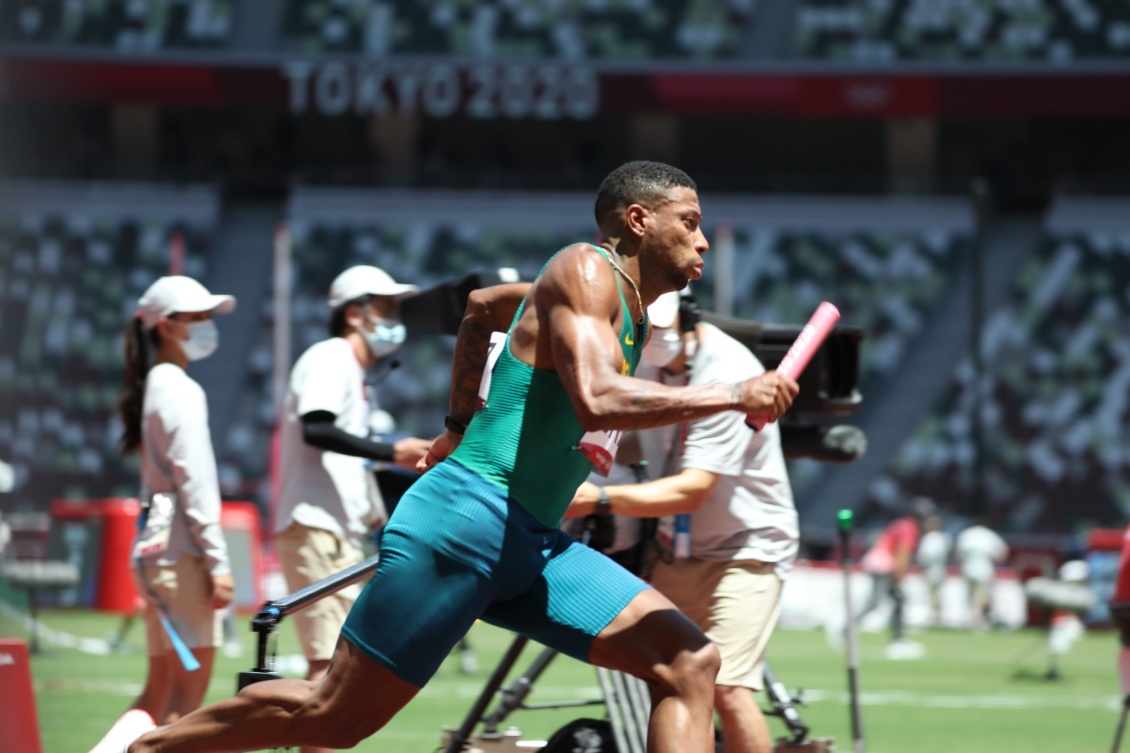
Rodrigo do Nascimento – ausgeschieden als Sechster des siebten Vorlaufs
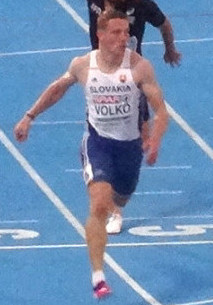
Ján Volko – ausgeschieden als Siebter des siebten Vorlaufs
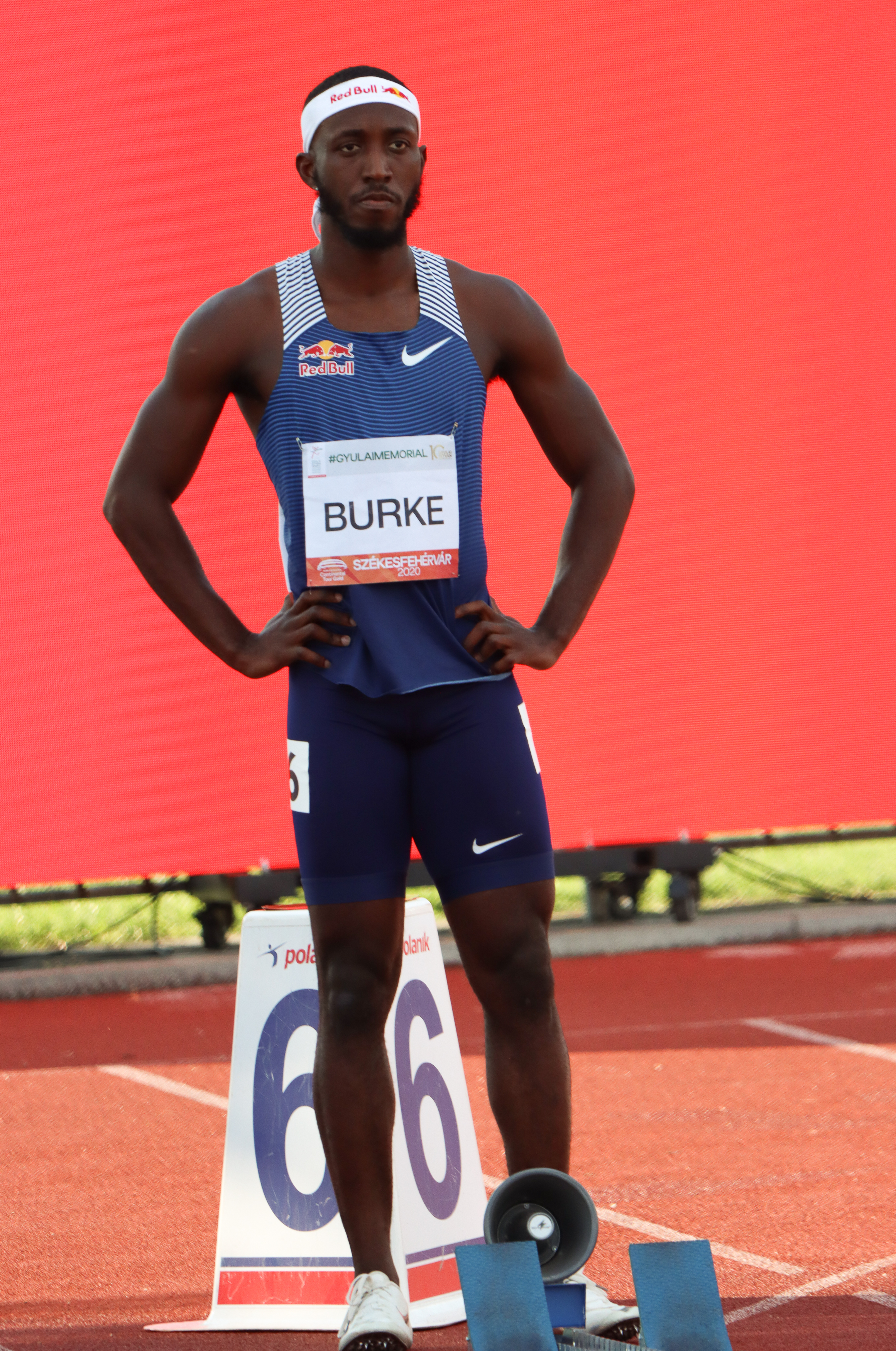
Mario Burke – ausgeschieden als Neunter des siebten Vorlaufs

31. Juli 2021, Start: 20:33 Uhr (13:33 Uhr MESZ)
Wind: +0,8 m/s
| Platz | Name                  | Nation         | Zeit (s) | Anmerkung                                  |
| ----- | --------------------- | -------------- | -------- | ------------------------------------------ |
| 1     | Rohan Browning        | Australien     | 10,01    | PB                                         |
| 2     | Yohan Blake           | Jamaika        | 10,06    |                                            |
| 3     | Benjamin Azamati      | Ghana          | 10,13    | eigentlich für das Halbfinale qualifiziert |
| 4     | Kojo Musah            | Dänemark       | 10,20    |                                            |
| 5     | Rodrigo do Nascimento | Brasilien      | 10,24    |                                            |
| 6     | Ján Volko             | Slowakei       | 10,40    |                                            |
| 7     | Yeykell Romero        | Nicaragua      | 10,70    |                                            |
| 5     | Mario Burke           | Barbados       | 15,81    |                                            |
| DOP   | Chijindu Ujah         | Großbritannien | 10,08    | für das Halbfinale zugelassen              |

## Halbfinale
Das Halbfinale umfasste drei Läufe. Für das Finale qualifizierten sich pro Lauf die ersten beiden Athleten (hellblau unterlegt). Darüber hinaus kamen die zwei Zeitschnellsten, die sogenannten Lucky Loser (hellgrün unterlegt), weiter.

### Lauf 1

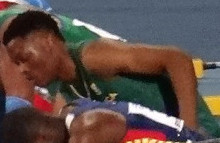
Tlotliso Leotlela – ausgeschieden als Vierter des ersten Halbfinals

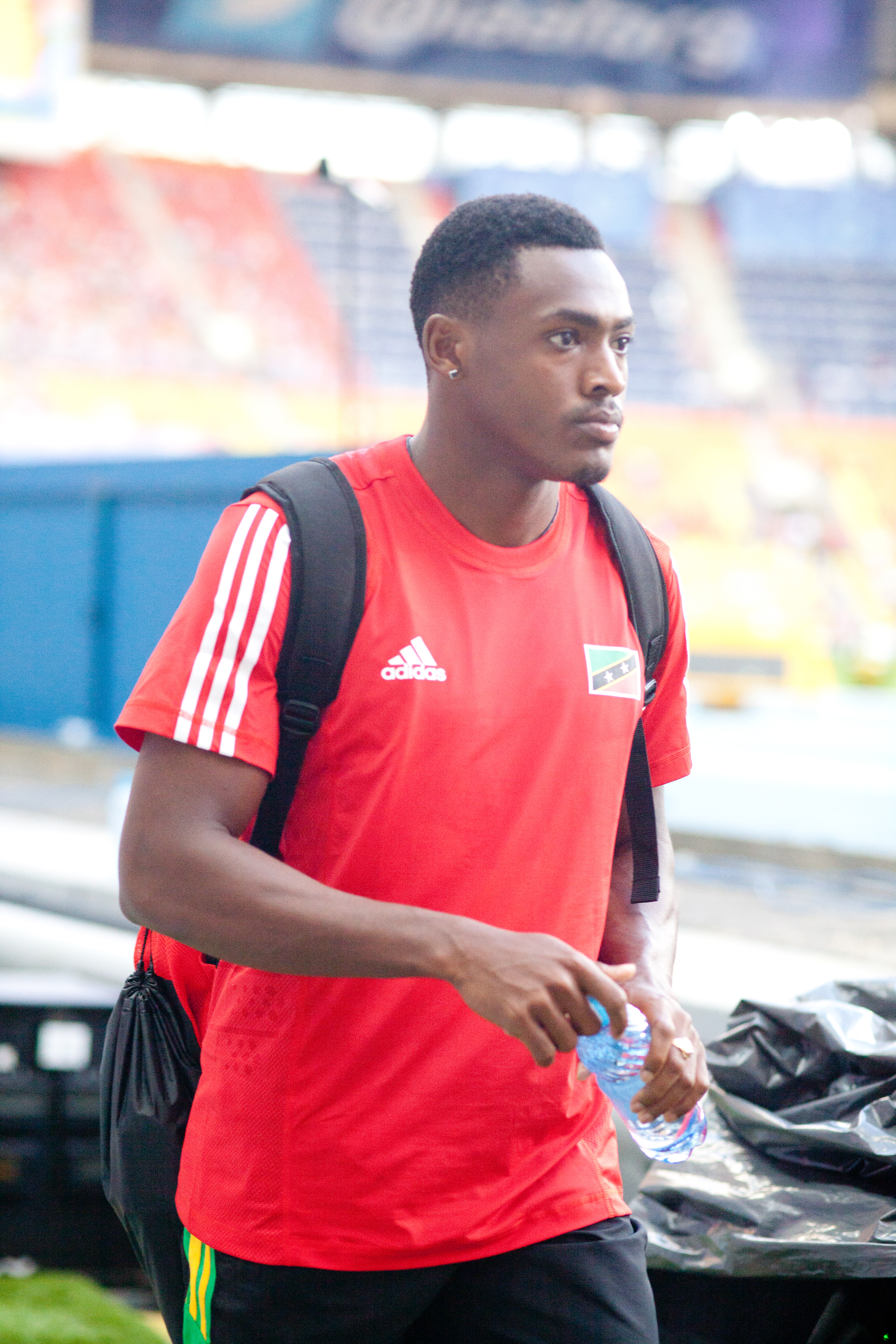
Jason Rogers – ausgeschieden als Fünfter des dritten Halbfinals

1. August 2021, Start: 19:55 Uhr (12:55 Uhr MESZ)
Wind: −0,1 m/s
| Platz | Name                | Nation         | Zeit (s) | Anmerkung                          |
| ----- | ------------------- | -------------- | -------- | ---------------------------------- |
| 1     | Fred Kerley         | USA            | 09,96    |                                    |
| 2     | Andre De Grasse     | Kanada         | 09,98    |                                    |
| 3     | Ferdinand Omanyala  | Kenia          | 10,00    | NR                                 |
| 4     | Tlotliso Leotlela   | Südafrika      | 10,03    |                                    |
| 5     | Jimmy Vicaut        | Frankreich     | 10,11    |                                    |
| 6     | Yohan Blake         | Jamaika        | 10,14    |                                    |
| 7     | Usheoritse Itsekiri | Nigeria        | 10,29    |                                    |
| DSQ   | Reece Prescod       | Großbritannien |          | IWR Regel 162, TR 16.8 – Fehlstart |

Weitere im ersten Halbfinale ausgeschiedene Sprinter:

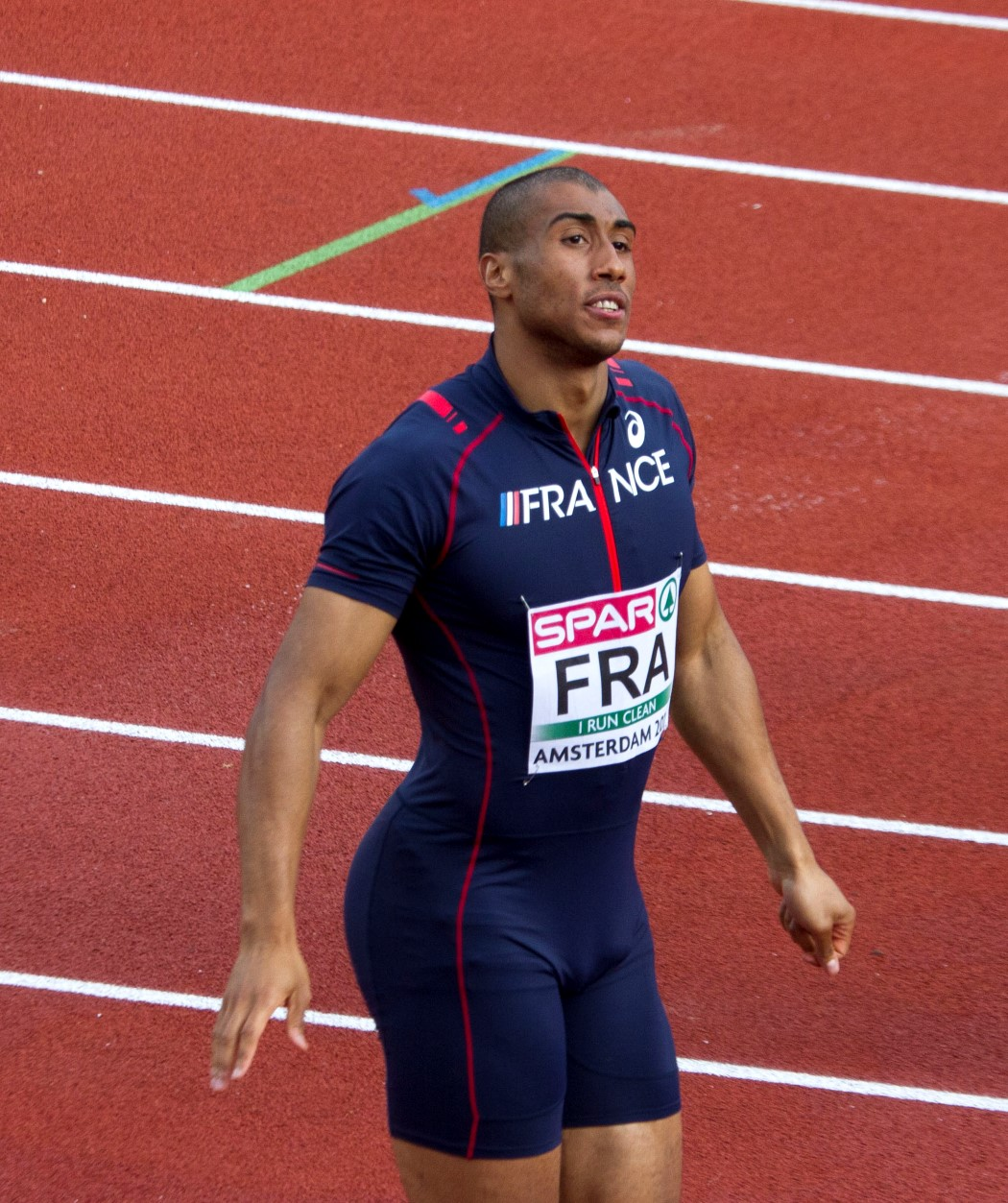
Jimmy Vicaut – Rang fünf
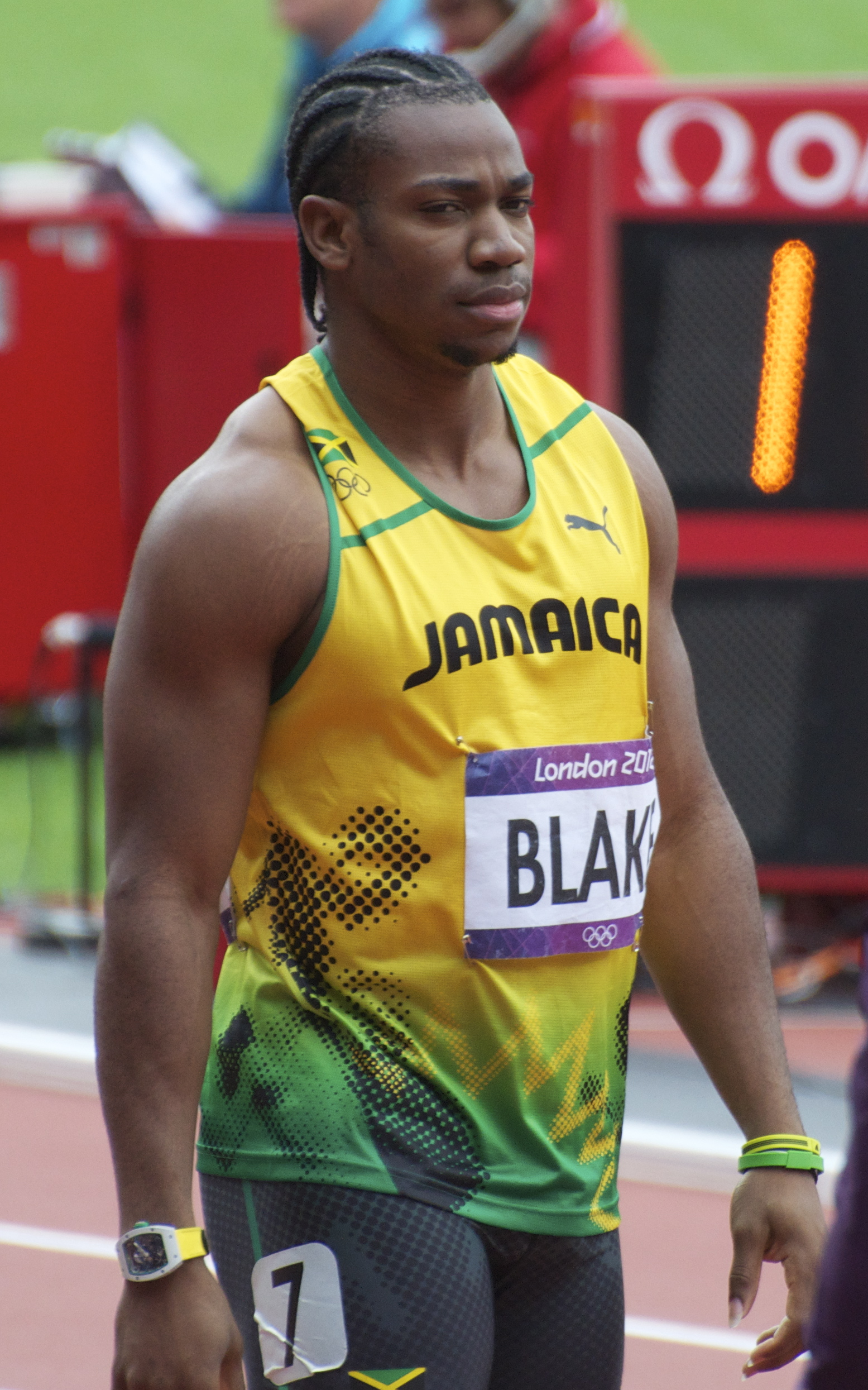
Yohan Blake – Rang sechs
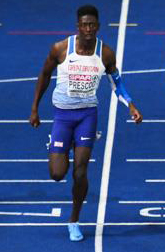
Reece Prescod – disqualifiziert wegen Fehlstarts

### Lauf 2

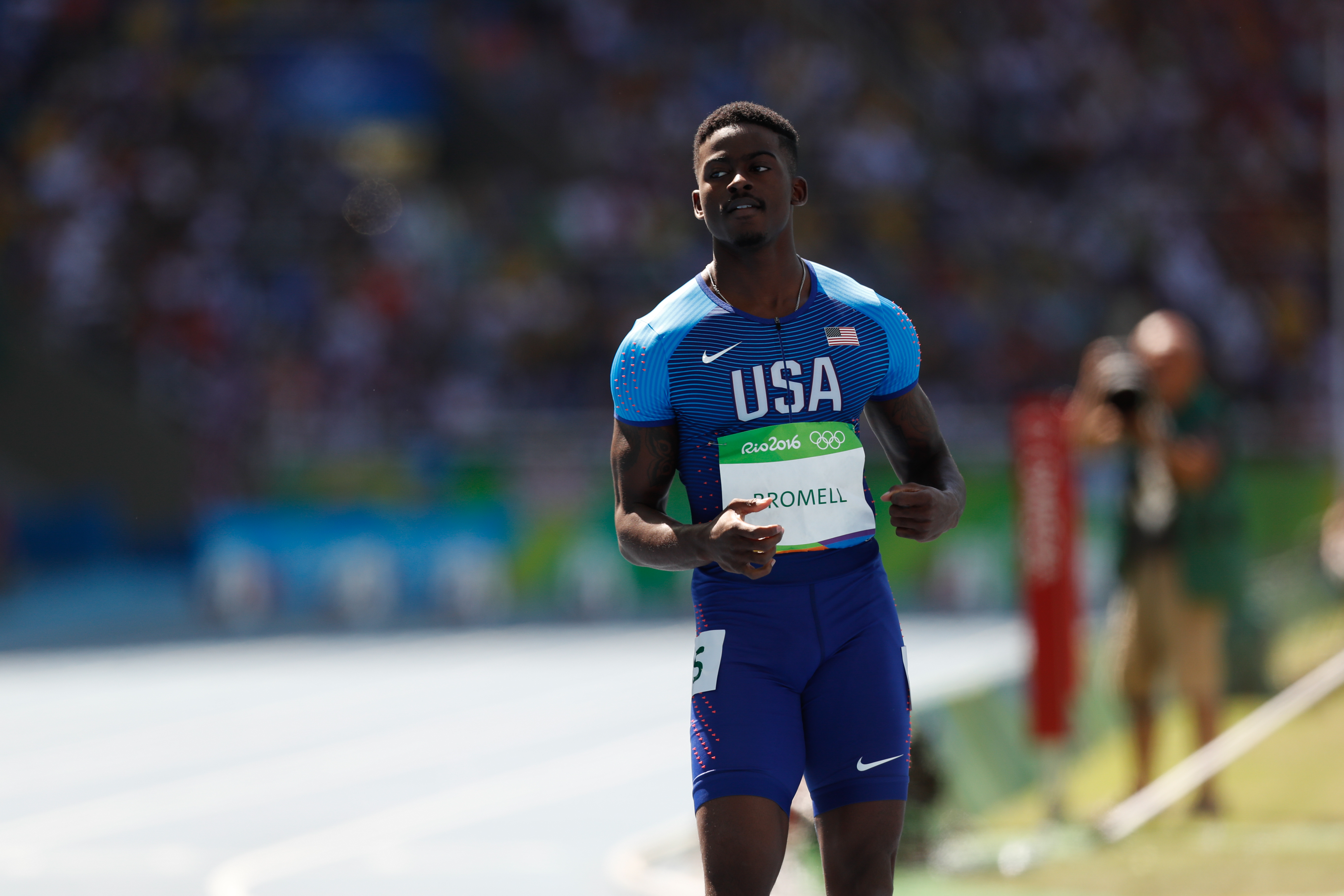
Trayvon Bromell – ausgeschieden als Dritter des zweiten Halbfinals
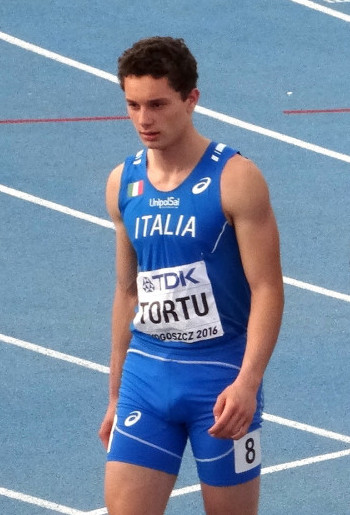
Filippo Tortu – ausgeschieden als Siebter des zweiten Halbfinals
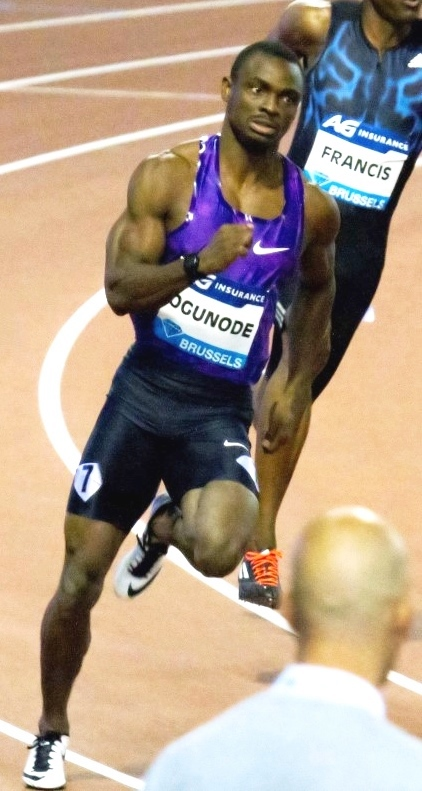
Femi Ogunode – ausgeschieden als Achter des zweiten Halbfinals

1. August 2021, Start: 19:23 Uhr (12:23 Uhr MESZ)
Wind: −0,2 m/s
| Platz | Name              | Nation         | Zeit (s) | Anmerkung |
| ----- | ----------------- | -------------- | -------- | --------- |
| 1     | Zharnel Hughes    | Großbritannien | 9,98     | SB        |
| 2     | Enoch Adegoke     | Nigeria        | 09,995   |           |
| 3     | Trayvon Bromell   | USA            | 09,996   |           |
| 4     | Oblique Seville   | Jamaika        | 10,081   |           |
| 5     | Rohan Browning    | Australien     | 10,083   |           |
| 6     | Shaun Maswanganyi | Südafrika      | 10,100   |           |
| 7     | Filippo Tortu     | Italien        | 10,160   |           |
| 8     | Femi Ogunode      | Katar          | 10,170   |           |

### Lauf 3
1. August 2021, Start: 19:31 Uhr (12:31 Uhr MESZ)
Wind: +0,9 m/s
| Platz | Name                    | Nation              | Zeit (s) | Anmerkung |
| ----- | ----------------------- | ------------------- | -------- | --------- |
| 1     | Su Bingtian             | China               | 09,827   | AS        |
| 2     | Ronnie Baker            | USA                 | 09,829   | PB        |
| 3     | Marcell Jacobs          | Italien             | 9,84     | ER        |
| 4     | Akani Simbine           | Südafrika           | 9,90     |           |
| 5     | Jason Rogers            | St. Kitts und Nevis | 10,120   |           |
| 6     | Arthur Cissé            | Elfenbeinküste      | 10,180   |           |
| 7     | Paulo André de Oliveira | Brasilien           | 10,310   |           |
| DOP   | Chijindu Ujah           | Großbritannien      | 10,110   | [ 2 ]     |

Weitere im dritten Halbfinale ausgeschiedene Sprinter:

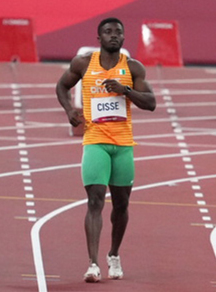
Arthur Cissé – Rang sechs
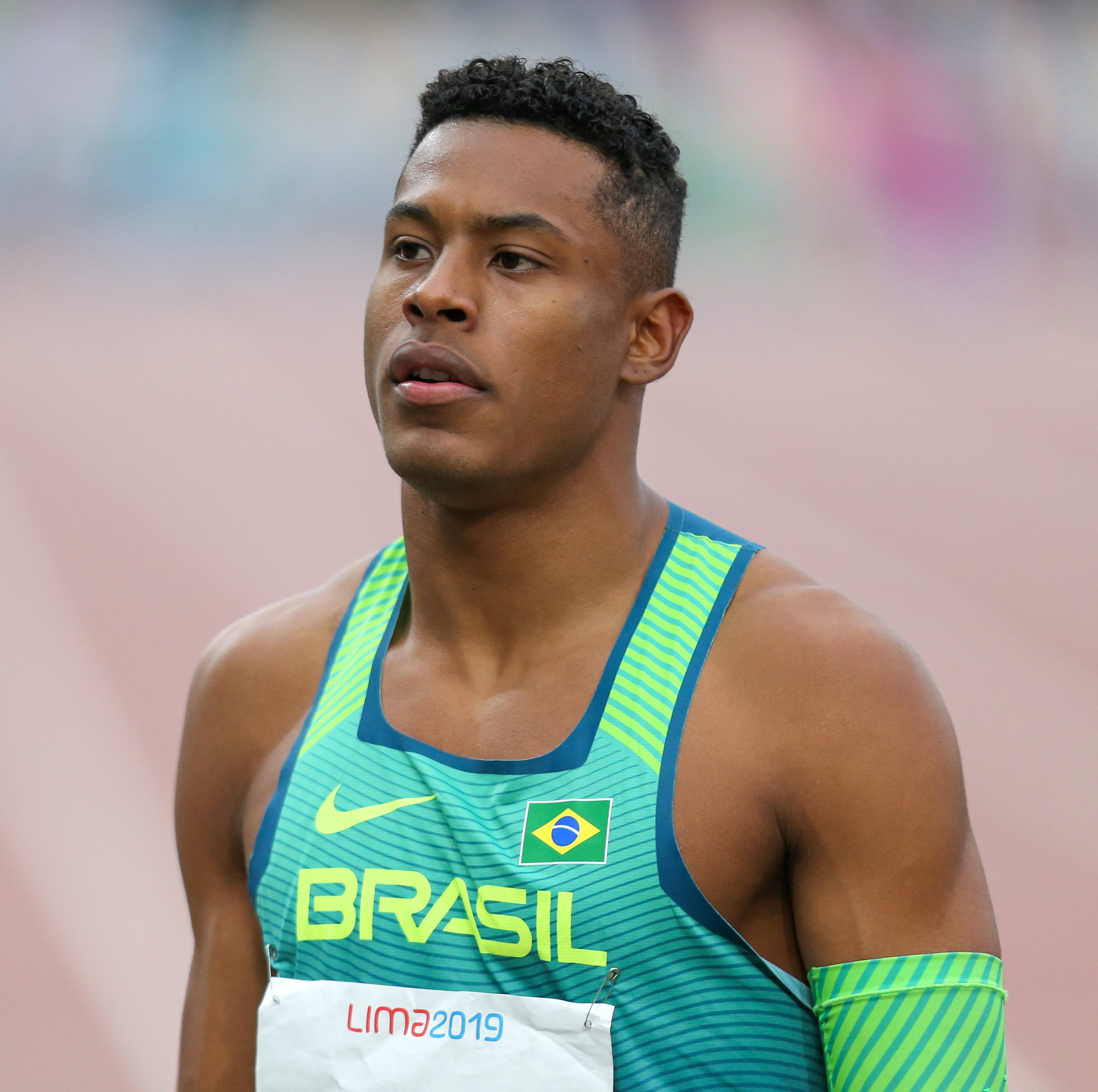
Paulo André de Oliveira – Rang sieben
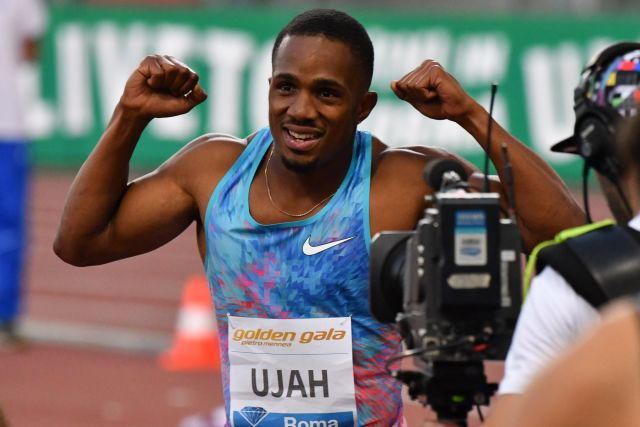
Chijindu Ujah – gedopt und disqualifiziert

## Finale

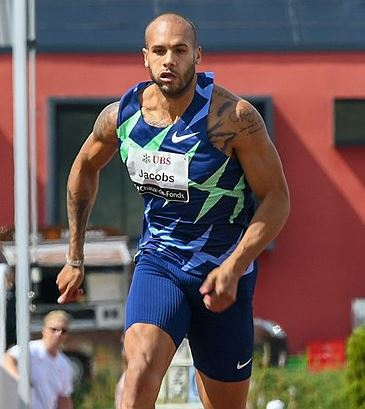
Marcell Jacobs siegte überraschend und stellte einen neuen Europarekord auf

1. August 2021, Start: 21:50 Uhr (14:50 Uhr MESZ)
Wind: +0,1 m/s
| Platz | Name            | Nation         | Zeit (s) | Anmerkung                          |
| ----- | --------------- | -------------- | -------- | ---------------------------------- |
| 1     | Marcell Jacobs  | Italien        | 9,80     | ER                                 |
| 2     | Fred Kerley     | USA            | 9,84     | PB                                 |
| 3     | Andre De Grasse | Kanada         | 9,89     | PB                                 |
| 4     | Akani Simbine   | Südafrika      | 9,93     |                                    |
| 5     | Ronnie Baker    | USA            | 9,95     |                                    |
| 6     | Su Bingtian     | China          | 9,98     |                                    |
| DNF   | Enoch Adegoke   | Nigeria        |          |                                    |
| DSQ   | Zharnel Hughes  | Großbritannien |          | IWR Regel 162, TR 16.8 – Fehlstart |

Der Italiener Lamont Marcell Jacobs, ein ehemaliger Weitspringer, der an seinen ersten Olympischen Spielen teilnahm, überraschte die Fachleute und seine Konkurrenten. Er errang die erste olympische Sprint-Goldmedaille nach der Ära des Usain Bolt. In seinem Vorlauf hatte er mit 9,94 Sekunden einen neuen italienischen Landesrekord aufgestellt und war im Halbfinale mit 9,84 Sekunden Europarekord gelaufen. Diesen verbesserte er im Finale noch einmal um vier Hundertstelsekunden und siegte in einem Rennen der knappen Abstände.
Nach sechzig Metern übernahm Jacobs die Spitze und gab sie nicht mehr ab. Der US-Amerikaner Fred Kerley gewann mit einer persönlichen Bestleistung von 9,84 Sekunden die Silbermedaille. Bronze sicherte sich wie schon bei den Spielen 2016 der Kanadier Andre De Grasse, der mit 9,89 Sekunden ebenfalls eine persönliche Bestleistung aufstellte.
Drei weitere Läufer unterboten im Finale ebenfalls die Marke zehn Sekunden: Der Südafrikaner Akani Simbine wurde Vierter (9,93 s), der US-Amerikaner Ronnie Baker Fünfter (9,95 s), der Chinese Su Bingtian Sechster (9,98 s). Su Bingtian hatte im Halbfinale mit 9,83 Sekunden noch einen neuen Asienrekord aufgestellt, kam an diese Leistung im Finale jedoch nicht mehr ganz heran.

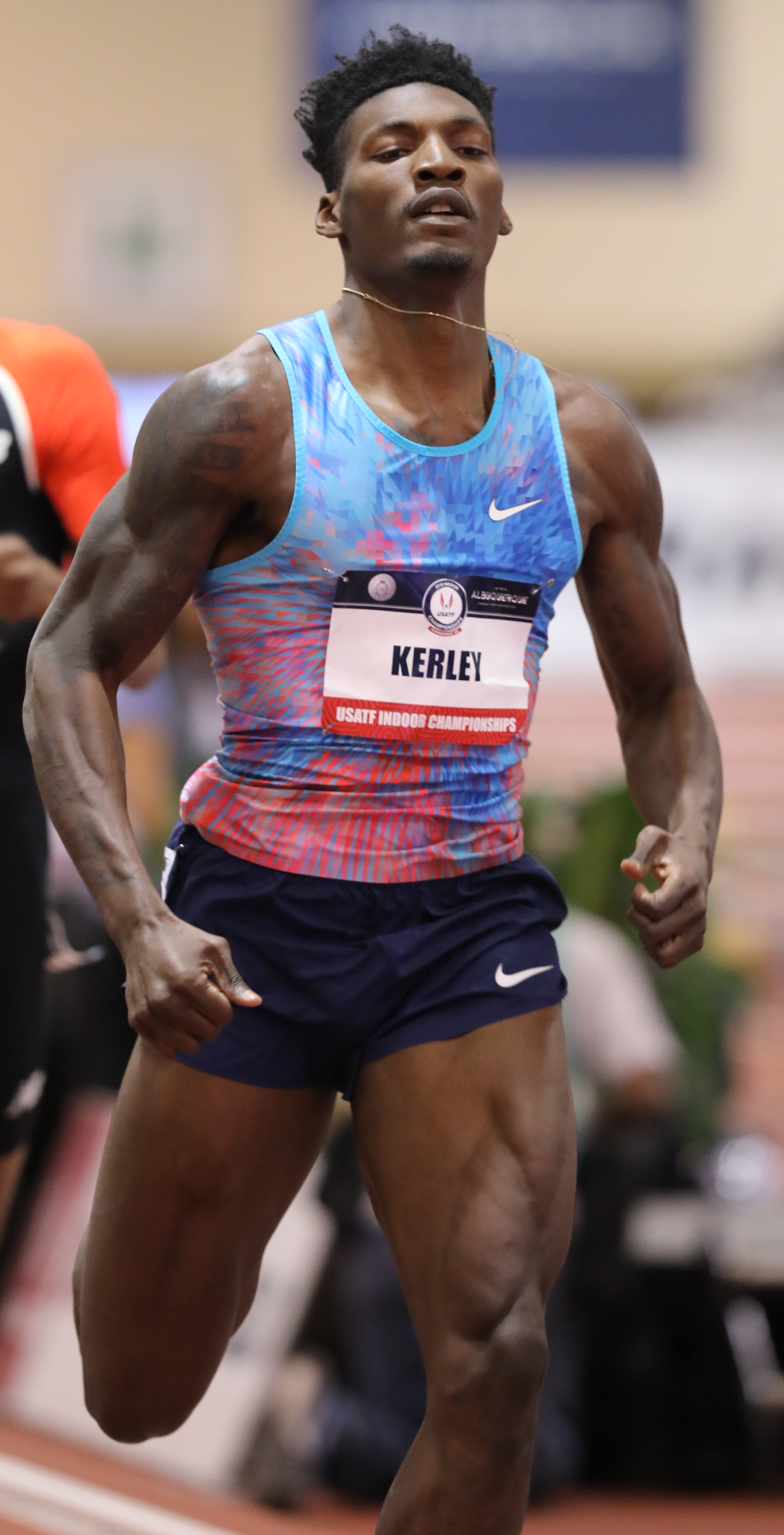
Silbermedaillengewinner Fred Kerley
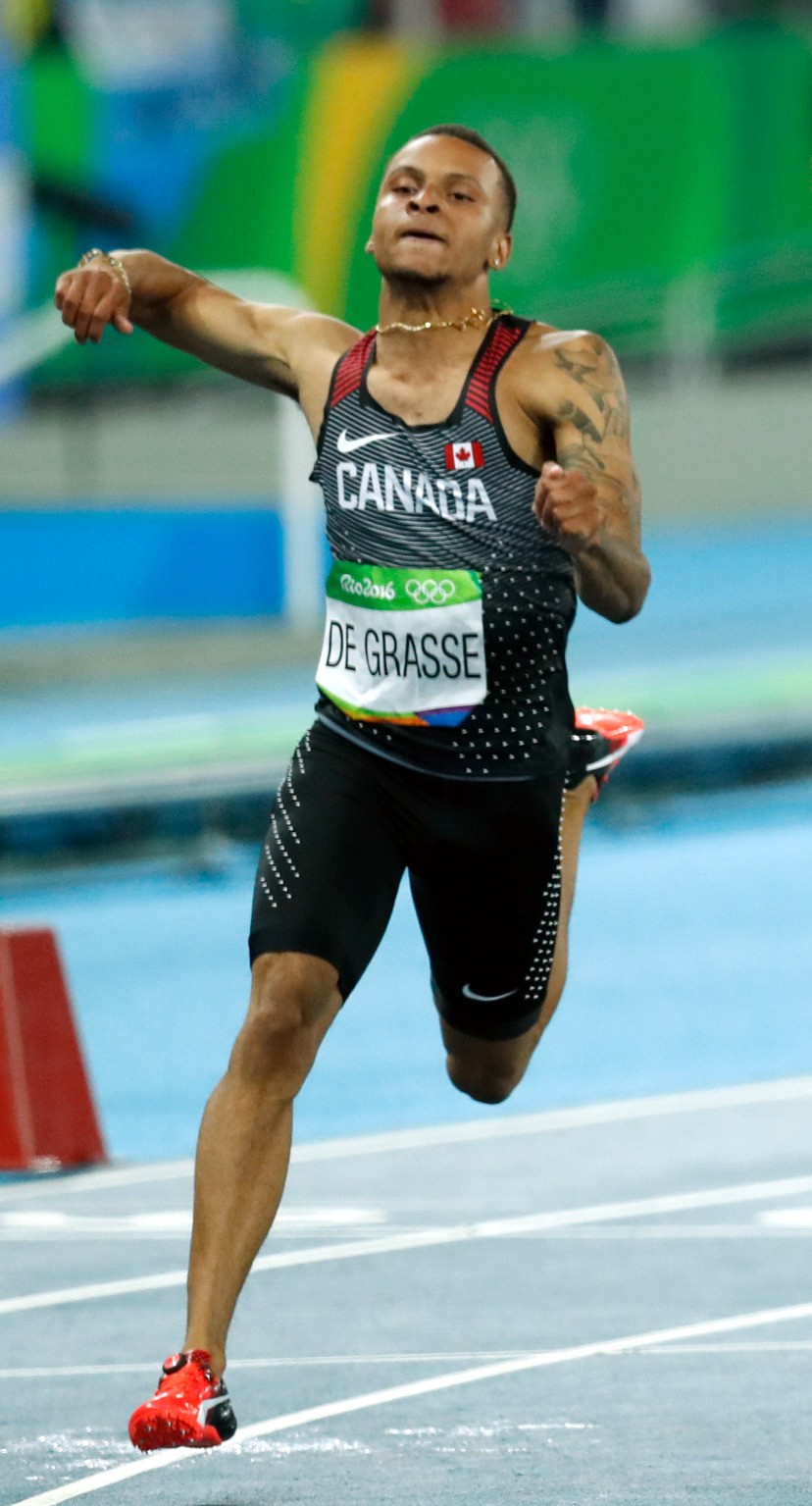
Andre De Grasse – nach Bronze 2016 in Rio auch Bronze hier in Tokio

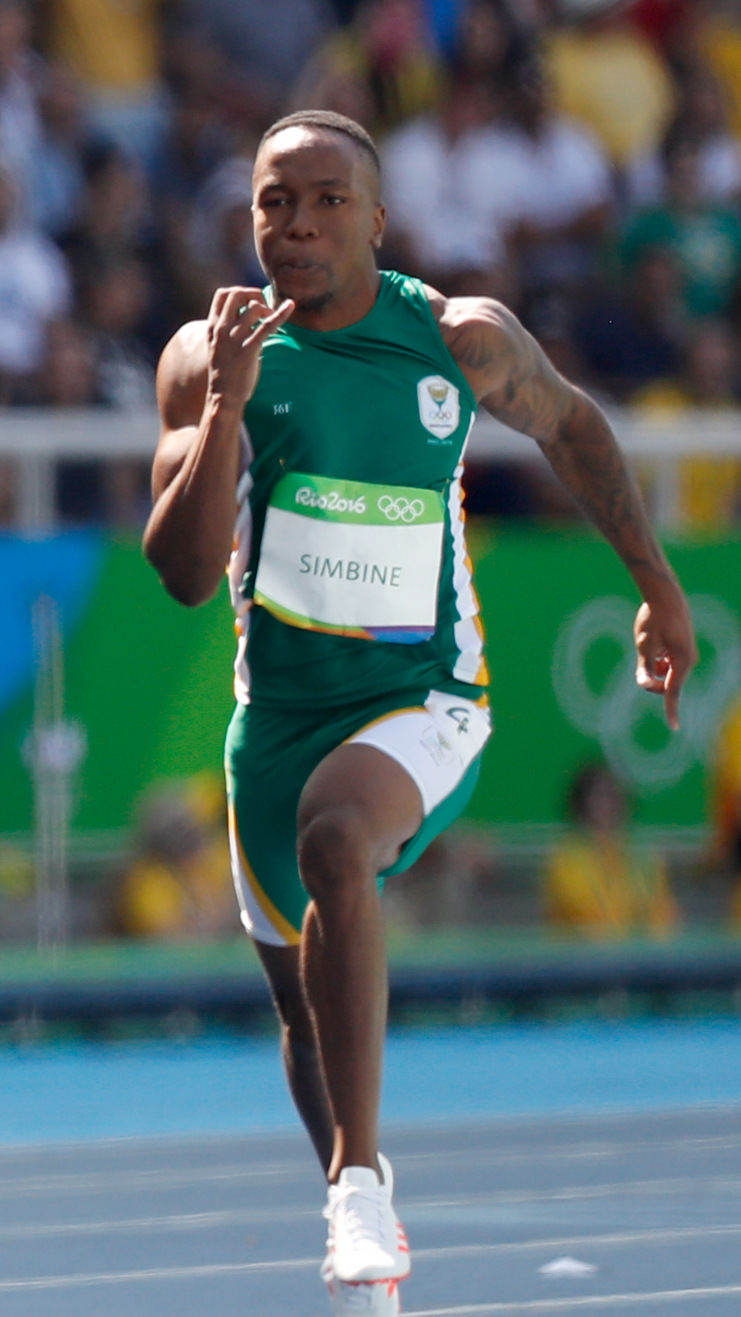
Akani Simbine belegte Rang vier
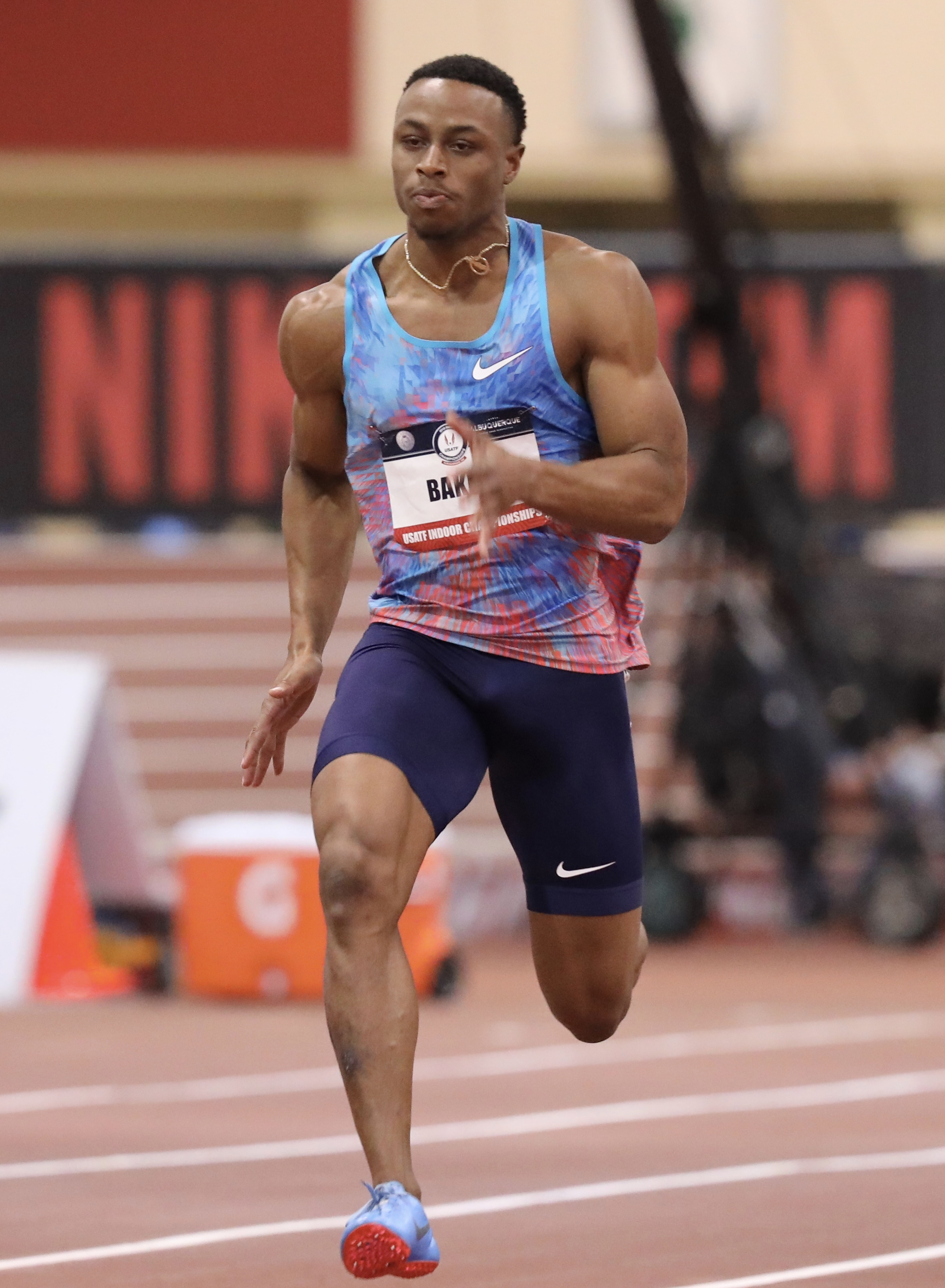
Ronnie Baker kam auf den fünften Platz
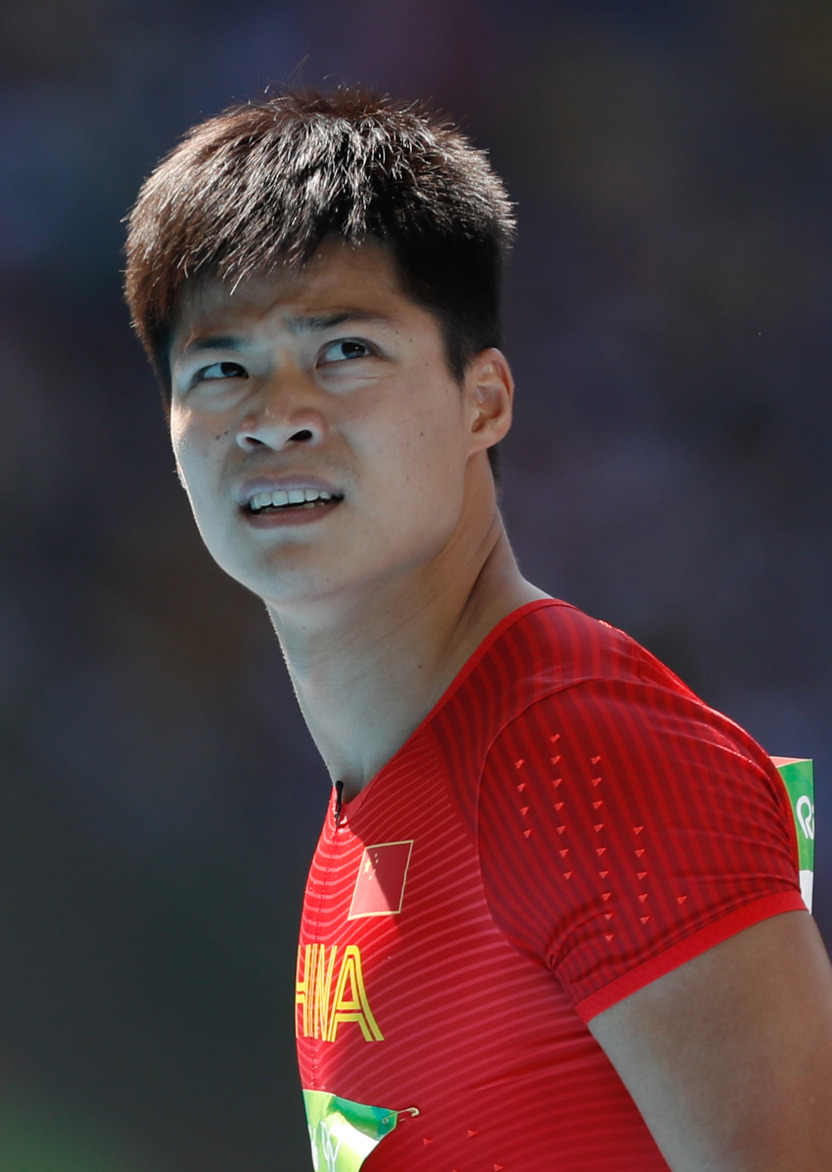
Su Bingtian – im Halbfinale noch mit neuem Asienrekord, im Finale auf Rang sechs
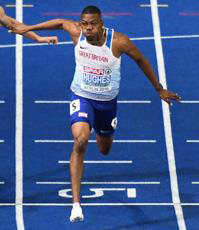
Zharnel Hughes konnte nach einem Fehlstart nicht ins Rennen gehen

## Video
- Men's 100m final, Tokyo Replays, youtube.com, abgerufen am 16. Mai 2022